# Геноцид понтийских греков
Геноци́д понти́йских гре́ков (греч. Γενοκτονία των Ελλήνων του Πόντου, тур. Rum soykırımı) — преднамеренное физическое уничтожение коренного греческого населения исторического Понта, осуществленное правительством младотурок и продолженное кемалистами в период 1914—1923 годов в Османской империи.
Геноцид понтийских греков является частью более широкого геноцида греков Малой Азии, но рассматривается отдельно в силу географической изоляции региона Понта и ряда геополитических и исторических особенностей.

## Предыстория
После падения Константинополя в 1204 году в руки крестоносцев, на землях Византии, кроме княжеств крестоносцев и территорий итальянских республик, образовались три основные византийские формации: Никейская империя, Эпирский деспотат и Трапезундская империя. Жизнь и агония Византийского мира продолжилась ещё два с половиной века до падения Константинополя в 1453 году в руки турок.
Окружённая мусульманским миром, Трапезундская империя пережила падение Константинополя всего 8 лет. Поскольку Трапезунд сдался без боя, масштабы разрушений здесь были меньшими. Однако население резко сократилось. Часть знати были переселена турками в Константинополь:185 и поселена в квартале Фанар. 1500 молодых понтийцев были забраны в янычары:185.
Население Трапезунда сократилось до 3 тыс. человек:19
Греческое население Понта, насчитывавшее в начале XV века до 250 тыс. человек сократилось и при всём частичном улучшении обстановки, к 1520 году насчитывало 180 тыс. человек:10.
Население Понта сохранило свою идентичность, язык и, в своём большинстве, православную веру. Среди перешедших в ислам широко было распространено криптохристианство. В 1856 году, воспользовавшись османскими реформами, 5 тыс. понтийцев вернулись в православие:161. В 1916 году, когда русская армия заняла Трапезунд, в домах богатых турок русские офицеры обнаруживали в подвалах часовни и с криками «ортодокс» целовались с хозяевами и вставали на колени перед иконами:162.
Информация об освободительной борьбе понтийцев в века последовавшие после падения Трапезундской империи отрывочна. Нет достоверной информации о каких либо выступлениях в этом отдалённом грекоязычном регионе на фоне многочисленных восстаний в континентальной Греции.
Греческая революция (1821−1829), приведшая к воссозданию греческой государственности, отмечена участием в ней лиц понтийского происхождения, в первую очередь членов семьи Ипсиланти, но непосредственно территорию Понта эти события не затронули.
При этом, географически изолированные от греческого мира континентальной Греции, Архипелага и запада Малой Азии, греки Понта сохранили архаическую форму греческого языка в такой степени, что Якоб Фальмерайер, который в своей теории «обвинял» современных жителей континентальной Греции в славянском происхождении, именно понтийцев считал непрерывным продолжением греческого рода.

## Миграции понтийского населения
Миграционные потоки православного греческого населения с занятой османами территории Понта были предопределены соседством с единоверными Грузией и Российской империей.
С XVI века османы предоставили региону Гюмюшхане епархии Халдия, в 115 км к югу от Трапезунда, автономию. Причиной была металлургическая деятельность понтийского населения, в первую очередь производство серебра и чеканка монет:229.
С середины XVIII века отмечается миграция понтийских металлургов в соседнюю Грузию:39. В период с 1801 по 1856 годы до 100 тыс. понтийцев перешли русскую границу и обосновались в Грузии:263. В целом, понтийская диаспора на территории Российской империи, накануне Первой мировой войны представляла собой 50 % греческого населения Понта:43.
В 1878 году, когда русские войска заняли Карс, по призыву российских властей в новую Карсскую область переселились 75 тыс. понтийцев:286. К началу Первой мировой войны, в Карсской области жили 73,4 тыс. армян, 32,5 тыс. греков, 22,3 тыс. русских и 147 тыс. мусульман, из которых турки составляли 63,5 тысяч, остальные были курды, карапапахи и татары.

## Понт перед Первой мировой войной

### Население

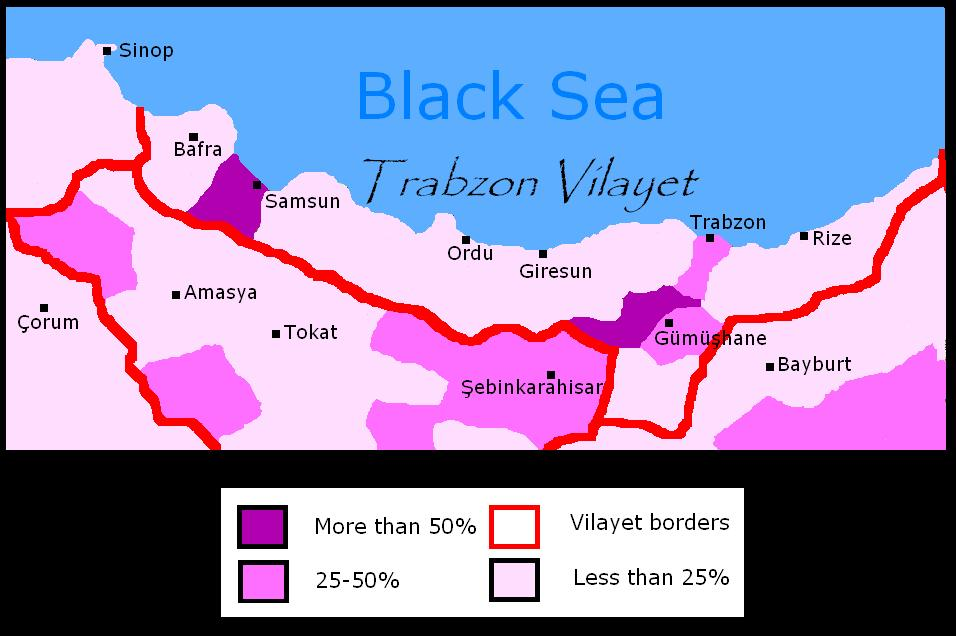
Христианское население черноморского региона в 1896

Оценки численности греческого населения Понта перед Первой мировой войной разнятся. Но в одном все источники сходятся: понтийские греки были уже меньшинством в своём отечестве.
Согласно А Неофиту, греческое население вилайета Трапезунда в начале войны насчитывало 485 тыс. человек, против 850 тыс. мусульман.
Панаретос, «основываясь в основном на церковных и консульских документах», пишет о 1.096.000 мусульманах и 696 тыс. православных греках на территории всего Понта. Основываясь на происхождении, а не на религии, он же пишет о 930 тыс. греках и 773 тыс. турках: разница в числах возникает из-за принявших ислам понтийцев:45.
Эти цифры не учитывают греков понтийцев российской Карсской области, которые также стали жертвами геноцида, как в годы Первой мировой войны, так и в заключительный период геноцида в 1919—1922 годах.

### Социальная и экономическая обстановка накануне геноцида
Марксист А. Гикас, отмечая условия в которых был совершён геноцид, пишет что нельзя игнорировать тот факт, что буржуазный класс Турции в начале XX века был представлен торговым капиталом, который в большей своей части был греческим, армянским, еврейским и сирийским.
Касательно Понта, Гикас пишет: «После 1883 года, 4 греческих банковских и торговых домов Трапезунда контролировали, вместе с филиалами „Банка Афин“, почти всю экономику Восточного Понта. Только пятый банк города был филиалом „Османского банка“, в котором однако многие акции принадлежали грекам и армянам»:35.
R. Schofer (член немецкой экспедиции в Малую Азию перед войной) писал: «христианское население в Турции составляет только треть населения. Однако его значение огромно в сферах экономики и культуры. Торговля и мануфактура основываются на 90 % на христианские руки и только на 10 % на магометанские»:160.
Гикас пишет, что не вызывает удивление, что одной из первых мер против греческого капитала был негласный призыв властей к мусульманам бойкотировать магазины, принадлежащие грекам. Он же отмечает позицию армянского капитала, который для обеспечения своих интересов проявил при этом «безупречную нейтральность»:129.
Греческий и армянский буржуазный класс был ориентирован на сотрудничество с Британией, Францией и Россией. При этом, эти страны имели право вмешиваться в дела империи и продвигали свои интересы, под предлогом защиты христиан. Таким образом, представители буржуазии христианских меньшинств выпадали из юрисдикции османских властей, были под защитой Держав, облагались меньшими налогами.
Разделительные линии населения усиливались религиозным истеблишментом мусульман и христиан. Объединение масс вокруг «единоверных» или «единородных», но с антагонистическими интересами «руководств», впоследствии привело или допустило резню сотен тысяч безоружных людей.
Кроме этого, это объединение вокруг «единородного» руководства конкурирующих между собой греческого и армянского буржуазных классов существенно повлияло как на ослабление освободительных попыток армян (до 1896 года), так и на возможность включения однозначно более малочисленного греческого населения Понта в территорию более широкой Армении (1918/1920).

### Общественная и культурная жизнь греческого населения Понта

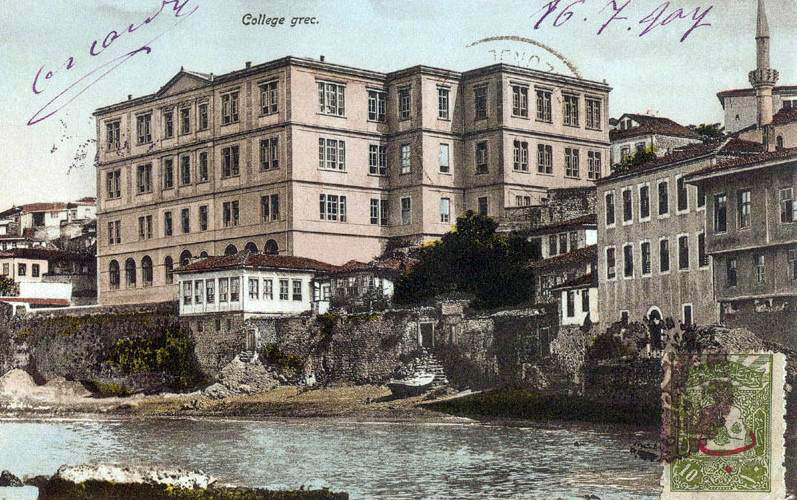
Греческое училище «Фронтистирион» Трапезунда

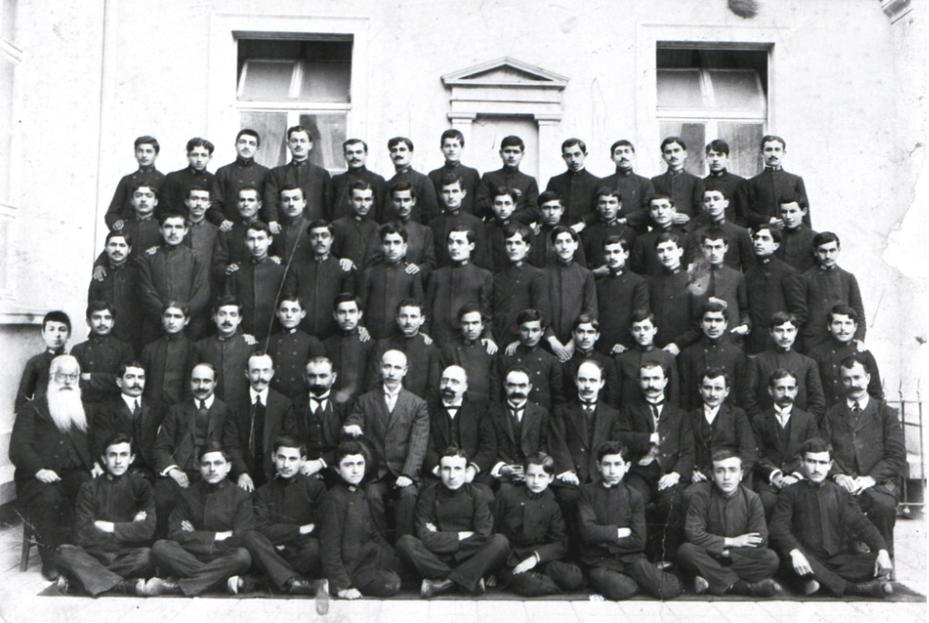
Учителя и ученики греческого училища «Фронтистирион», Трапезунд 1911 год

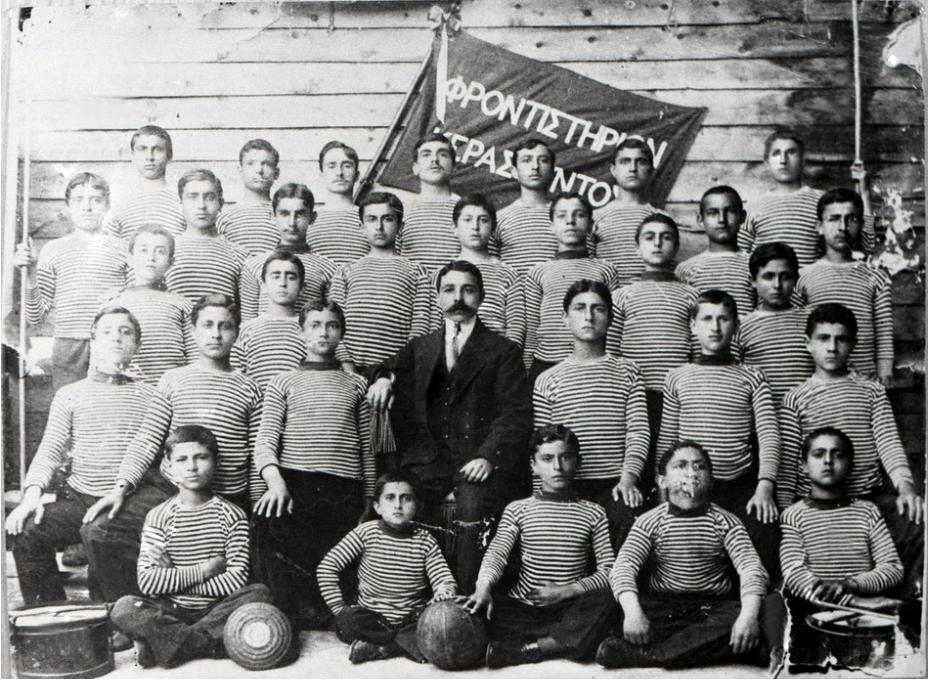
Понтийцы, члены спортивного клуба греческого училища «Фронтистрион», Керасунд

Несмотря на то что греки Понта были меньшинством в своём отечестве, их роль в общественной, образовательной и культурной жизни региона была доминирующей.
Греческое училище Трапезунда (Фронистирио) было создано ещё в 1682 году, «Фронистирио» Аргирополя в 1723 году:106.
Греческим театром располагал не только Трапезунд, но и небольшой Пафра:15.
Трапезунд имел также греческую филармонию:20.
Понтийцы создали первые спортивные клубы региона. Клуб «Понтос» Мерзифона был создан в 1903 году:22.
Митрополит Герман (Каравангелис) прибыл в Самсун в 1908 году и развил бурную деятельность по созданию греческих школ. Он создал гимназию, признанную Афинским университетом, и при ней самый большой в Турции крытый гимнастический зал:92.
Характерным примером роли понтийцев в общественной жизни региона был капитан Георгий Константинидис (1828—1906), бессменный пожизненный мэр Трапезунда:32.

### Младотурки
В этих социально-экономических рамках пришло к власти движение младотурок (1908), принятое благожелательно руководством (экономическим, политическим и церковным), как Греческого королевства так и греков Турции.
Новые власти первоначально дали «положительные» образцы политики, назначив мэром Константинополя греческого купца Георгия Папазоглу:80.
В последовавших выборах, в которых младотуркам угрожало поражение, Патриархат и часть греков депутатов османского парламента поддержали младотурок, получив взамен обещания некоторых «уступок» (увеличение числа греков депутатов, возвращение церковных привилегий):104.
Гикас отмечает, что в «обещаниях» младотурок греческому руководству нигде не идёт речь о расширении старых и обеспечении новых политических и социальных прав самого меньшинства. Речь шла исключительно о расширении влияния правящего класса.
Младотурецкая «весна» была непродолжительной. Вскоре, обеспечив частичную победу над султанским режимом, «они сняли маску частичных реформ» и показали своё настоящее лицо.
Подавив социальные движения, в национальном вопросе младотурки провозгласили политику «османизма»: «Формально „османизм“ означал равенство всех подданных султана перед законом, но по существу младотурки отрицали что в Турции существует национальная проблема и ставили целью силой ассимилировать меньшинства». Турецкая буржуазия претендовала на своё национальное государство.
Национальный вопрос был неразрывно связан с вопросам господства турецкой буржуазии в регионе, который она считала «своим» и оспаривала у своих греческих и армянских коллег. Характерно заявление, сделанное на совещании деятелей младотурок в 1915 году: «Если истребление армянского элемента, до последнего, необходимо для нашей национальной политики, намного больше оно необходимо для утверждения нашей национальной экономики»:146.

### Германский фактор
Младотурки пришли к заключению, что их целям отвечает союз с Германией. Обострение отношений христианской буржуазии с младотурками и её связь с другими Державами рассматривались германским империализмом как потенциальная опасность для его господства на рынках Анатолии.
«В своей попытке торгового завоевания, немцы столкнулись, кроме англичан и французов, с коренными христианскими народами, армянами и греками, державшими в своих руках, до их (немцев) появления, малоазийскую торговлю и промышленность. К примеру, на западе Малой Азии, до Малоазийской катастрофы, при общем числе 5 тыс. заводов, 4 тыс. были греческими. Как следствие, немцы считали греков серьёзным препятствием для своего экономического проникновения в регион»:112.
Позиция немецкого империализма против греческого населения Турции была также связана с подготовкой к предстоящей войне: «это население», подчёркивал, приглашённый в 1913 году в качестве реформатора турецкой армии, генерал Лиман фон Сандерс, «в случае возможного похода Греции, может в кратчайший срок быть вооружено и использовано как боевая армия. Следовательно, необходимо завершить работу изгнания»:121.
Лиман фон Сандерс, накануне мировой войны, советовал туркам начать гонения греков с малоазийского побережья Эгейского моря:119.
«Действуя по наущению Германии», писал Генри Моргенто, «Турция начала применять меры перемещения своих греческих подданных вглубь Малой Азии. Тремя годами позже, немецкий адмирал Узендом сказал мне, что это немцы были теми „кто настойчиво предлагали удалить греков с побережья“».
К. Фотиадис писал о визите германского императора в Константинополь в октябре 1917 года: «Вильгельм II, христианский император христианской страны, бесстыдно появлялся в международном сообществе как „друг народа Ислама и турок“, несмотря на то, что он знал о резне армян в 1915 году и гонениях против греков, которые в период этого третьего его визита достигли апогея»:111.

## Гонения накануне Первой мировой войны

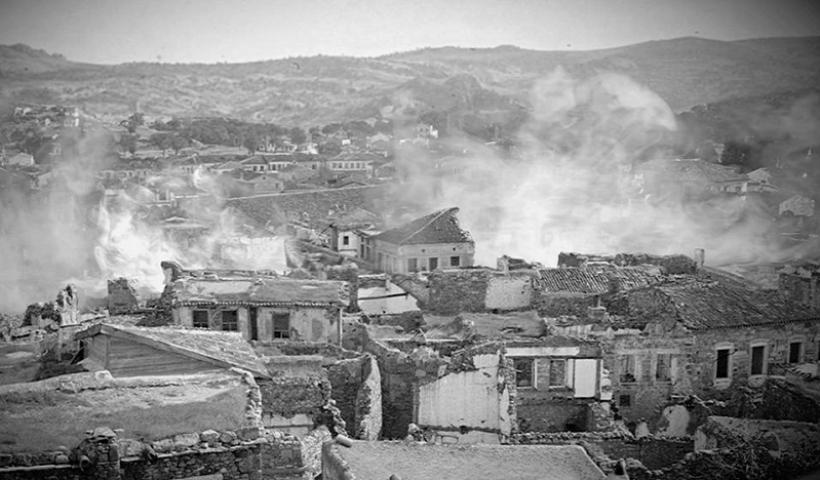
Фокея в огне. Снимок Феликса Шартью

Перед войной Понт не был эпицентром гонений. Гонения начались с эгейского побережья и тысячи беженцев хлынули на греческие острова:119:A-120.
Современный турецкий историк Танер Акчам опровергает утверждения официальной турецкой историографии о том, что гонения были прямым образом связаны с Первой мировой войной: «Действия (…) против „внутреннего врага“ начались до Первой мировой войны. Изгнание греческого населения эгейского побережья, посредством террора и конфискации его собственности, было произведено как часть плана по гомогенизации Анатолии». Он же отмечает: «Были составлены детальные планы туркизации Анатолии, посредством этнических чисток христианского населения. Меры были применены в регионе Эгейского моря с весны 1914 года. Комитет Единение и прогресс принял однозначное решение. Источник всех проблем на западе Анатолии будет удалён, греки будут изгнаны политическими и экономическими мерами. Прежде всего, было необходимо ослабить экономически сильных греков. Было принято решение сконцентрировать действия вокруг Смирны, которая считалась центром их подрывной деятельности».
Греческое население империи стало мишенью правительства младотурок, начиная с кампании прессы против него, ограничений автономии его учебных заведений, призыва в рабочие батальоны, и различных финансовых мер
Д. Фотиадис пишет, что приказ к резне и изгнанию греческого населения запада Малой Азии дал сам Талаат:120.
В мае турки предложили обменять греческое население вилайета Смирны на мусульман Македонии. Чтобы разрядить обстановку, премьер-министр Греции Элефтериос Венизелос согласился обсудить вопрос. Но гонения не прекращались и Константинопольский патриарх объявил, что Православие на территории империи преследуется и, в знак протеста, закрыл все церкви:119.
Одновременно, греческий генштаб стал готовить высадку в Дарданеллах:119.
Греческие общины эгейского побережья Малой Азии и Восточной Фракии начали подвергаться атакам нерегулярных банд
Резня в Фокее в июне 1914 года была одной из первых в рамках политики этнических чисток этого периода.
Некоторые общины получили возможность избежать смерти, перейдя в ислам.
В округе Айдына действовали до 10 тыс. вооружённых башибузуков, которые по сообщениям консула Дании в Смирне финансировались и были в ведении турецкого государства.
События на западе Малой Азии стали затрагивать Понт, географически никак не связанный с возможным фронтом военных действий с Грецией. Митрополит Самсуна Герман (Каравангелис) в апреле 1914 года, будучи в Германии, узнав о начале гонений против его паствы, задействовал родственные связи греческой королевы Софии с германским двором и на тот момент приостановил гонения:97.

## Первый этап понтийского геноцида

Понт

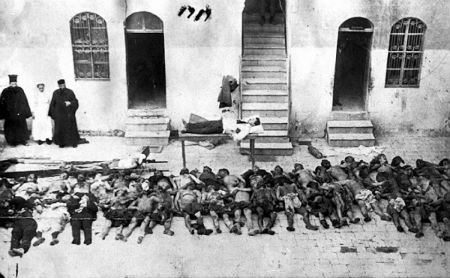
Греческий православный священник смотрит на свою истреблённую паству. Фото из архивов немецкого Deutsche Bank, который финансировал железные дороги Малой Азии, когда начался первый этап геноцида

Власис Агдзидис, современный историк понтийского происхождения, пишет что Первая мировая война предоставила турецкому национализму необходимые политические рамки для осуществления плана истребления христианского населения империи. Гонения начались с Восточной Фракии, с насильственной депортацией греческого населения. Последовали гонения против греков Ионии, после чего кульминацией гонений стал геноцид населения Понта. Жертвами этнических чисток стали коренные христианские населения, кроме левантийцев и немногочисленных турок христиан.
Согласно Агдзидису христиане монофиситы (армяне, ассирийцы), православные (греки Понта, Ионии, Каппадокии и Фракии, а также сирийцы на юге империи), протестанты (армяне и греки) и католики (армяне и арабы), насчитывали около 4 млн человек.
Интенсивность и масштабы гонений были такими, что и германо-австрийские союзники турок высказывали свои возражения: «Очевидно что депортации греческого элемента ни коим образом не диктуются военными причинами и преследуют политические цели.».
Сомнения высказывали и некоторые турки, например Вахид паша, утверждавший, что депортация греков была ненужной с военной точки зрения:161.
Австрийский консул в Самсуне, Квятовский, писал в своей служебной записке, что депортация греков с побережья Понта находилась в рамках программы младотурок. Он считал, что эта катастрофа будет иметь больший отзвук в Европе, нежели резня армян. Опасения Квятовского основывались на его заключении, что полное истребление греков было желанием турецкого народа:158.
Кроме того, он лично слышал от высокопоставленных турок что: «В конечном итоге мы должны сделать с греками то, что мы сделали с армянами. Мы должны покончить с греками сейчас»:139.
В отличие от геноцида армян, где у турок не было сдерживающего фактора, турки были вынуждены учитывать, что в недавно освобождённых территориях севера Греции оставались 400 тыс. мусульман. К тому же Греция до 1916 года была нейтральной.
В силу этого, Талаат дал приоритет в истреблении греков созданию Амеле Тамбуру (рабочих батальонов), куда призывались мужчины от подросткового до зрелого возраста.
Талаат именовал эти батальоны «батальонами цивилизованной смерти»:129.
Д. Фотиадис пишет, что в этих батальонах погибли до 300 тыс. греков:129.
То что отличало геноцид понтийцев от геноцида греков Ионии — это вооружённое сопротивление, оказанное понтийцами: на Понте начали создаваться группы самообороны и отряды партизан, чего не наблюдалось на западе Малой Азии.
Следует также, в силу военных событий, отдельно рассматривать регионы Западного и Восточного Понта, а также российской Карсской области, понтийское население которой было затронуто геноцидом.

### Западный Понт
Кафедра Митрополии Амасии находилась в Амисе (Самсун), в котором половину его 30-тысячного населения составляли греки:15.
Митрополит Герман (Каравангелис) вернулся в Самсун в июне 1914 года. Через несколько недель началась война.
Турки мобилизовали греков Понта от 20 до 45 лет в «тамбуру орду», отправляя их в глубь Анатолии, где они тысячами гибли от голода и лишений.
В 1915 году турки приступили к  истреблению христианского населения, начиная с армян, и армянские семьи отдавали своих детей под защиту митрополита Германа, который в свою очередь распределял их среди греческих семей.

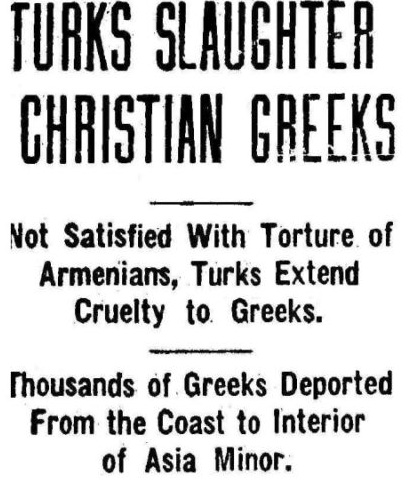
«Не удовлетворившись пытками армян, турки расширили свою жестокость по отношению к грекам». Заголовок в американской газете «The Lincoln Daily Star»

В 1916 году наступил черёд понтийских греков, но после армянского геноцида и реакции европейской общественности, в отношении греков турки стали проводить так называемую «Белую резню» (massacre blanc):101.
«Младотурки», писал F. Sartiaux, «раскрыли свой амбициозный план, то есть истребление коренного христианского населения Малой Азии. Никогда, ни в какой период истории, никакой другой дьявольский план не преследовал человеческое воображение».
Началась депортация всего населения в глубь Анатолии. Приятельские отношения Германа с маршалом Вехип-пашой, который помнил корректное отношение греков к нему, когда он был пленным в Афинах в 1913 году после Бизани, дали отсрочку событиям, но ненадолго:101.
Беженцы из Керасунда хлынули в Севастию. Попытка митрополита Германа оказать им помощь была пресечена турками:102.
Но представ перед генералом Иззет-пашой, впоследствии возглавившего последнее османское правительство, Герман смог во второй раз спасти жителей Самсуна:103.
Вмешательство Иззета не помешало отличившемуся в резне армян Вана Рафет-паше повесить 45 греческих юношей, «за дезертирство». Поскольку его супруга, Вахадедин, немного опоздала к казни и часть тел уже была снята, для полного наслаждения она потребовала вновь повесить их:103.
«Белая резня» продолжала «красную резню». Младотурки могли утверждать, что депортации были военной необходимостью и что их руки не были запачканы кровью, поскольку христиане умирали сами на дорогах.
Германский консул в Самсуне, Кухофф, в своём донесении в Берлин от 16 июля 1916 года писал: «…все греческое население Синопа и округа Кастаноми подверглось выселению. „Выселение“ и „уничтожение“ в представлении турок одно и то же, поскольку те из греков, кто не был убит, неизбежно должны будут умереть от голода или болезней».
Посол Германии в Турции Кульман в своём донесении от 13 декабря 1916 года писал: «Бергфельд и Шеде, наши консулы в Самсуне и Керасуне, сообщают об убийствах и выселении местного населения. Пленных не берут. Деревни сжигают дотла. Семьи греческих беженцев, состоящие в основном из женщин и детей, ведут под конвоем к Севастии. Беженцы терпят огромные лишения».".

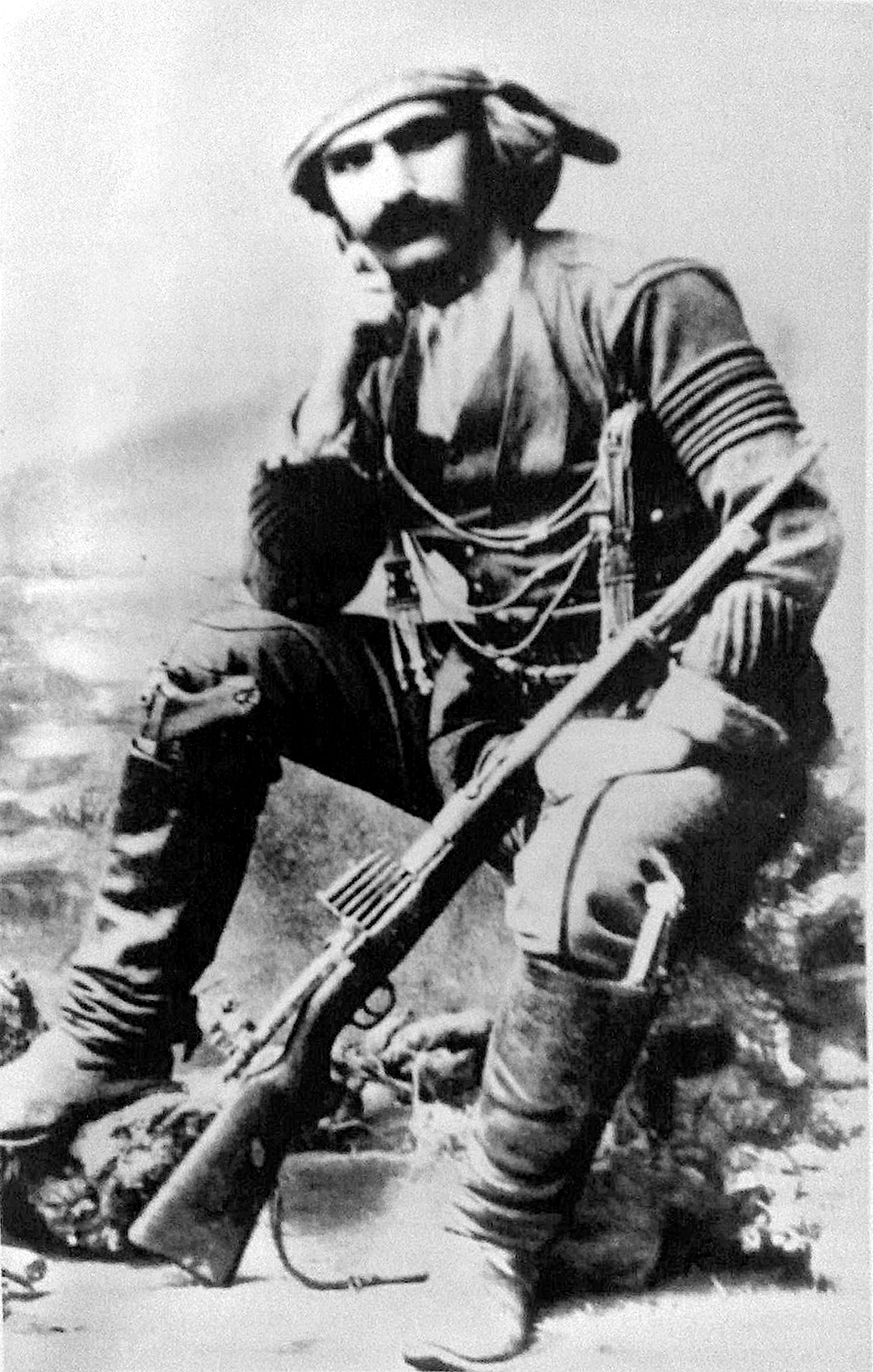
Понтийский партизанский командир Вангелис Иоаннидис, Gümüş maden, 1921 год

Результатом продолжающегося террора стала организация греческим населением, при поддержке митрополита, партизанских отрядов самообороны, которые со временем стали насчитывать 20 тыс. бойцов. Кемаль в своих мемуарах именовал их «армией Германа», увеличив их число до 30 тыс.:106.
Действительные события опровергают утверждение Кемаля об «армии». Характерен пример отряда Пантелиса Анастасиадиса, который насчитывал только 47 человек, и принял 16 ноября 1914 года бой в Аю -Тепе, против нескольких тысяч солдат османской армии, защищая более 2 тыс. женщин и детей:235.
В период 1915—1918 годов понтийские партизаны дали жестокие бои турецкой жандармерии в регионе Пафра в горах Депьен Даг, на полпути от Самсуна к Синопу:15.
Кроме географических факторов, греческое население здесь было соизмеримо с мусульманским (37 тыс. против 41) и вокруг Пафры располагались более 40 греческих сёл:95.
Между тем, русская армия наступала вдоль побережья, но остановилась в 1916 году на правом берегу реки Харсиотис, перед городом Триполи. Русские войска оставались на этой позиции 16 месяцев.
Греческое население города было депортировано маршем смерти:16 в «место назначения» Пирк. По свидетельствам выживших, из 13 тыс. понтийцев, отправленных в Пирк, остались в живых только 800 человек.
Митрополит Герман послал с командиром Хараламбидисом письмо Юденичу с просьбой продолжить наступление, занять Самсун и спасти его христианское население. Хараламбидис на паруснике доставил письмо в Трапезунд:107.
Став таким образом мишенью для турок, Герман был отправлен в Константинополь, где был посажен в тюрьму, но избежал смерти и был выпущен по ходатайству Патриарха.
В январе 1917 года всё греческое население Инои (3 тыс. из 10 общего населения) было депортировано перед наступающей русской армией:16.

### Восточный Понт
За год до начала войны, в мае 1913 года, митрополитом Трапезундским стал Хрисанф (Филиппидис), сыгравший огромную роль в последующих событиях.
Одним из эпизодов начального этапа геноцида стало самопожертвование 26 женщин села Кунака Трапезунда, утонувших в реке, чтобы не попасть в руки турок:А-128.
С началом войны начались депортации греческого населения из Фракии и запада Малой Азии, которые в дальнейшем стали охватывать и восточные регионы:144.
Подвигом Хрисанфа явилось то, что он своим словом и присутствием сумел остановить на границах своей митрополии гонения, почти без греческих потерь в ходе последовательных переходов территорий из рук в руки в течение 4 лет войны между русскими и турками.
Ему удалось также расширить зону своей протекции на соседние области Родополис и Халдию, но его усилия по спасению армянского населения в 1915—1916 годах не имели особого успеха.

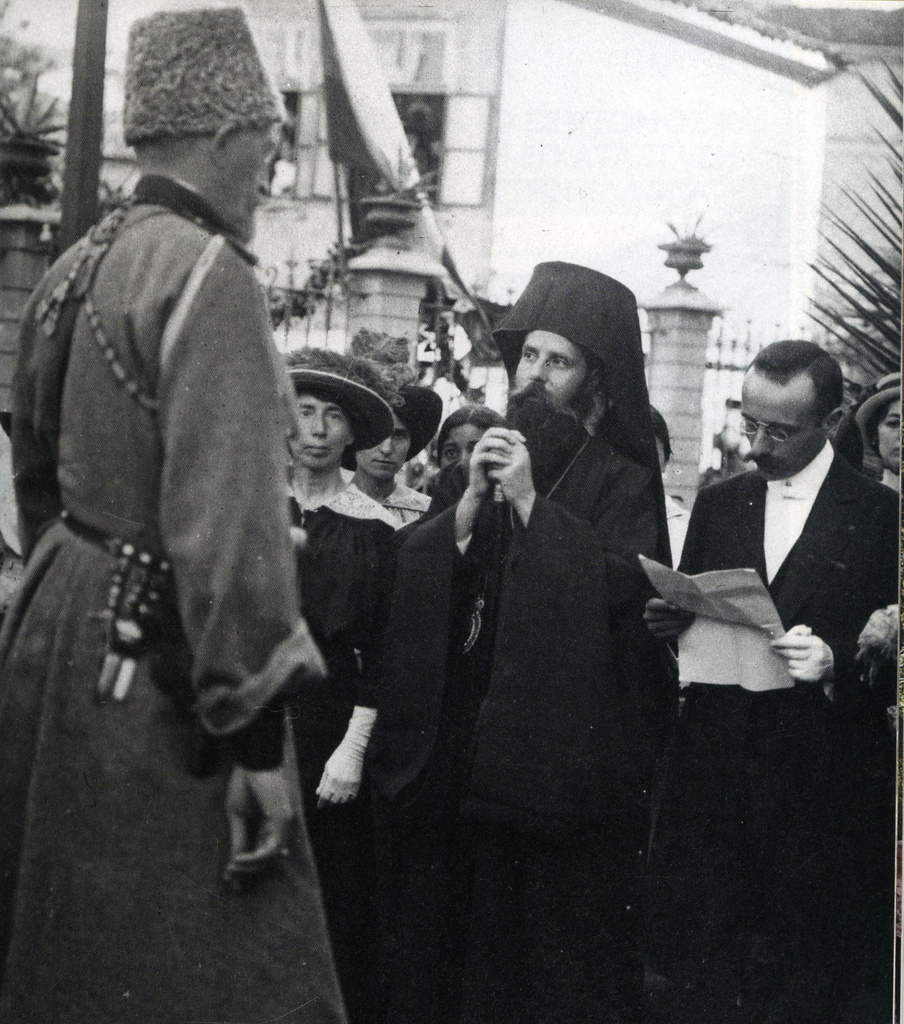
Мэр Трапезунда Иоаннис Трифтанидис приветствует великого князя Николая Николаевича вступившего в город вместе с русскими войсками. В центре митрополит Хрисанф. Июль 1916.

В апреле 1916 года русские войска подошли к Трапезунду. Уходившие турецкие власти попросили Хрисанфа возглавить временное правление греков и турок, для соблюдения порядка и безопасности населения, христиан и мусульман.
Турецкий вали, Джамал Азми-бей, передал ему город со словами, что возвращает его грекам, у которых его предки и взяли Трапезунд.
В эти два года, когда город был под контролем русских, митрополит Хрисанф правил справедливо, защищая турецких граждан от актов возмездия со стороны греков.
Митрополит Хрисанф, при поддержке греческой общины и русского правительства, организовал приюты для тысяч беженцев из контролируемого турками Западного Понта и разорённых войной сёл и городов Восточного Понта, не делая различия между христианами, мусульманами и армянскими сиротами.
Ему удалось объединить турок, греков и выживших армян и уменьшить последствия хаоса и анархии в российской армии, последовавших после Февральской революции в России.
В июле 1917 году великий князь Николай Николаевич доверил ему ведение мирных переговоров с турками, которые, однако, не увенчались успехом:145.
Таким образом, после Мудросского перемирия митрополит Хрисанф стал самой влиятельной и популярной фигурой Понта, как среди христиан, так и среди мусульман, и признавался таковым представителями Антанты.

### Февральская революция 1917 года
Февральская революция 1917 года в России стала поворотным моментом в судьбе понтийцев. Временное правительство России было признано союзниками:455 и заявило, что продолжит войну. Однако создание Советов на фронтах привело к разложению русской армии. События сразу повлияли на ход военных операций на Понте. Наступление русской армии было остановлено. Правительство Керенского смирилось с греческим режимом, сложившимся в Трапезунде. В регионах, занятых русской армией, были созданы ревсоветы, в которых принял участие и митрополит Хрисанф. Греки, служившие в русской армии, приняли участие в этих процессах, сформировав 3 полка, в которые вступили и греки Кавказа.
Примечательным было правление Карсской области 4 комиссарами: армянином, мусульманином, русским и греком:45.
Идеи революции привели греков России к политической организации для обеспечения своих прав и разбудили их национальное сознание. Но мобилизация в национальном вопросе в значительной степени помешала проникновению в их среду идей большевиков.
Как писал в своей книге Христофор Чертик, русский офицер и участник Сарыкамышского сражения, а затем командир отряда понтийцев, с первых дней революции греческие общины стали организовываться политически, с тенденцией создания единого Национального центра:91.

### Тифлисский и Таганрогский съезды
В мае 1917 года греки Кавказа созвали Национальное собрание в Тифлисе. В согласовании с другими народами Кавказа, они приступили к созданию автономного режима в регионах своего проживания и создали воинскую часть. Греческий полк из греческих солдат русской армии базировался в Карсе и имел порядковый номер 296..
29 июня в Таганроге состоялся Съезд греков России, с участием делегаций 28 общин, а также комитетов греков Закавказья и Карса. 2 последних представляли население в 120 тыс. человек.
По совету посольства Греции в Петрограде, съезд не обсуждал внутренние вопросы союзной России. Линия предложенная посольством диктовалось необходимостью единства общин для достижения режима привилегий для регионов Понта, которые, как ожидалось, будут включены в российское государство по окончании войны.
Не терпящей отлагательств была проблема беженцев Понта. Деньги собранные греками России высылались в Трапезунд, «столицу понтийского эллинизма».
Встал вопрос от предоставлении гражданства грекам России и беженцам из Турции. Создание новых государств и их попытка мобилизовать греков решалась выдачей греческих паспортов. Были и конфликтные ситуации. Давление правительства дашнаков создало тенденцию эмиграции понтийцев из Армении.
В вопросе церковного статуса греков России было принято решение не требовать автокефалии, но запросить у Русской церкви 6 епископских кафедр, признавая верховную власть Русской церкви.
В сентябре 1917 года, на Св. Синоде в Москве, Центральному совету греков удалось получить церковную автономию регионов Карса и Ахталии. Это отчасти удалось после признания автокефалии Грузинской церкви.

### Трения с новыми государствами на Кавказе
Царская политика по отношению к меньшинствам в образовательной и церковной сфере была продолжена новыми режимами на Кавказе, по отношению к теперь уже своим меньшинствам. Правительство Грузии (с лета 1918) обязало греков проживавших на её территории принять грузинское гражданство. Врач К. Спирантис из Сухума был заключён в тюрьму за противодействие мобилизации турецкоподанных греков. Но среди грузин по отношению к грекам всегда сохранялось чувство союзной нации. Аналогичные проблемы возникли и с Армянской республикой.

### От создания Греческой дивизии до Брест-литовского мира
До Октябрьской революции будущее Понта и для понтийцев и для правительства Греции вырисовывалось однозначно — включение в состав России.
В октябре 1917 года в Екатеринодаре понтийский комитет впервые выдвинул лозунг освобождения Понта, принятый в дальнейшем Центральным советом греков России.
Одновременно, К. Констанидис, из понтийской организации Марселя, встретился с греческим премьером Э. Венизелосом и посвятил его в цели движения. Обращаясь к соплеменникам, Константинидис провозглашал: «Сограждане, нам выпала честь добиться нашей национальной независимости…»
В ноябре в Тифлисе было созвано совещание 4-х христианских народов Кавказа — грузин, армян, греков и русских. Было принято решение о формировании национальных воинских частей, пропорционально их населению. Для греков, насчитывавших 200 тыс. человек, соответствовала 1 дивизия из 3 полков.
Генерал М. Пржевальский, сменивший Юденича на посту командующего Кавказским фронтом, в своём приказе отмечал каждую нацию предоставившую войска для защиты фронта, указывая что ей зачтутся права по окончании войны. Для осуществления решения в Тифлисе был создан Греческий военный совет.

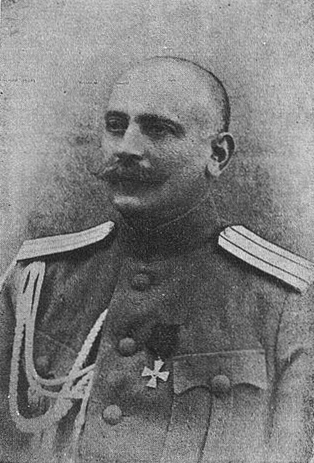
Полковник, в дальнейшем генерал-майор М. Ананиас, один из организаторов и командиров Греческой дивизии

12 декабря Пржевальский пригласил греков полковников Д.Пантазидиса, М. Ананиаса
и Килинкарова, для организации войска. Приказом Пржевальского было разрешено формирование греческой дивизии в составе 3 пехотных полков. Ставками полков были назначены Тифлис, Карс и Маглиш. Были также созданы резервный полк в Батуми, полк артиллерии, кавалерийский батальон и инженерная рота.
Приказом Пржевальского, греческих офицеров и солдат русской армии переводили в Греческую дивизию. В тот период в русской армии служили 4 тыс. понтийцев.
«Дивизия» была признана правительством в Тифлисе. Всё снабжение 4-й русской дивизии перешло грекам. Атмосфера дезертирства, царившая на фронте, негативно влияла на попытки создания дивизии. Несмотря на это, удалось укомплектовать пограничные роты в Караургане, Мендереке и Ардагане. Отдельная рота Караургана, находилась в подчинении 2-го греческого полка Карса, получая снабжение с военных складов Сарыкамыша. Рота обеспечивала защиту 8 греческих сёл Хоросана.:67.
Активисты создания дивизии посещали общины греков, агитируя их защитить греческие сёла и города «от ножа и бесчестия диких турок» и в будущем, после установления мира, восстановить связи «с нашим национальным Отечеством -Грецией».
Однако атмосфера распада и хаоса, царившая на Кавказе, влияла и на греческое население и не способствовала притоку добровольцев в дивизию. Другой проблемой было то, что военное руководство ставило целью создать регулярный корпус, в то время как обстановка на Понте и приграничных российских областях диктовала создание местных отрядов самообороны. Опасения, что их сёла останутся беззащитными на милость врагу, привели к бегству из соединений. Уходили ротами, забирая с собой оружие. В конечном итоге «дивизия» достигла численности в 3 тыс. солдат.
Однако число вооружённых греков в России значительно превосходило мобильные части дивизии. Каждое греческое село имело группы самообороны, не входившие в силы Дивизии:47.
Передовой греческий батальон Ардагана находился в подчинении 3-го полка. В состав батальона входили жители греческих сёл Ардагана и Гёле, а также немногие русские жители региона. Кроме греческого, в регионе располагались по батальону армян и мусульман. Мусульмане Ардагана, по наущению турецкой агентуры, пытались распустить 2 христианских батальона. Была устроена засада против 200 греческих солдат вёзших снабжение из Карса. Греки не смогли противостоять силам более 1 тыс. турок в инциденте известным под именем «бой при Заводе». Последовал роспуск греческого батальона в Ардагане, для чего, согласно греческим источникам, мусульмане получили молчаливое согласие армянского батальона. Часть солдат батальона Ардагана вступила в греческий полк Карса:80.
В Батуме расположилась 1-я рота «Дивизии», положив начало созданию местной части греков.
Военные действия на Кавказском фронте затихли. Войска под влиянием пропаганды большевиков теряли дисциплину и боеспособность.
В начале декабря 1917 года командующий турецкой 3-й армии, генерал Вехиб-паша, обратился к Пржевальскому и Закавказскому комиссариату с предложением о перемирии, которое было подписано 5/18 декабря. Перемирие привело к массовому уходу русских войск в Россию. 28 декабря Пржевальский сложил с себя полномочия командующего, передав их генералу Е. В. Лебединскому.
Но будущее понтийцев Кавказа и самого Понта было предрешено в Москве, где на заседании ЦК партии большевиков было принято решение о заключении мира с Германией. 3 марта 1918 года был подписан Брестский мир, которым большевики предоставляли Украину Германии, а регионы Карса, Ардагана и Батуми Турции.

### После ухода русской армии
С решением о уходе русской армии из Восточного Понта, угроза возобновления геноцида стала основной проблемой понтийцев и Временного правления Трапезунда. Русские солдаты, с лозунгом «домой», оставляли фронт. По инициативе греков офицеров русской армии началось движение за спасение населения. Предложения, представленные Временному правлению о вооружённом сопротивлении были первоначально отклонены как не реалистические. Однако под давлением событий было принято решение об обороне. По указанию митрополита Хрисанфа, было предусмотрено вооружение всех сельчан способных нести оружие, для самозащиты от налётов турецких чет. По соглашению с Русским комитетом, Хрисанф получил тысячи винтовок.
В Трапезунде была сформирована рота из греков Кавказа, бывших солдат русской армии, и трапезундской молодёжи. Митрополит Хрисанф принимал участие в заседаниях городского комитета большевиков, содействуя мирному оставлению города русскими солдатами.
80 вооружённых членов спортклуба «Акритас», с 4 орудиями, приняли на себя оборону западной части горы Митриос. Оборону восточного склона принял отряд грузин.
Одновременно трапезундцы запросили помощь «дивизии Кавказа» и пригласили полковников Ананиоса, Килингарова и Пантазидиса для организации обороны. Полковники ответили, что одними греческими силами было невозможно удержать фронт и что, напротив, это был бы повод для турок приступить е ещё более дикой резне. Полковники советовали трапезундцам сменить политику, смириться и предложить туркам дружбу.
В то же время турки задействовали иррегулярные четы, чтобы разрушениями и убийствами вынудить греческое население бежать в Россию, ликвидируя социальную базу, требовавшую независимость Понта. Четы дошли до пригородов Трапезунда.
В окружающих город регионах начались бои между вооружёнными греками и турками. Греки неделями оказывали сопротивление. Присутствие греков офицеров русской армии и военная организация сельчан позволила отбить атаки чет. Примером стала героическая оборона в Имера, где 300 вооружённых сельчан создали и удержали линию обороны.
В регионах занятых турецкой армией, турки производили этническую чистку населения. Митрополит Хрисанф, напуганный масштабами кровопролития, вышел на турецкого командующего Вехип-пашу. Были согласованы условия бескровной сдачи города. Понтийцы, охранявшие окружающие город высоты получили приказ сдать оружие. Вооружённые греки ушли в Россию, греческие организации Трапезунда были распущены. Однако многие вооружённые понтийцы ушли в горную Санту, где действовал партизанский отряд Евклида Куртидиса. Не доверяя туркам, от 85:43 до 100 тыс. беженцев Восточного Понта бежали в Россию, Грузию и Армению.

### Исход населения Карсской области
В Карсской области возникло разногласие между военным и политическим руководством понтийцев. Военное руководство оказывало давление на население остаться на местах и организовать сопротивление, вступив в «дивизию Кавказа». Для поднятия духа населения бы организован парад 2-го полка дивизии в Карсе, результаты которого были сочтены незначительными:74.
Для определения задач был созван 3-й Национальный съезд в Карсе. Делегаты пограничных сёл Ардагана и Карса обрисовали трагическую обстановку своих регионов. Делегаты других регионов заверяли о своей солидарности. Съезд принял решение о перемещении пограничных общин Ардагана, Гёлия, Кавусмана и Хоросана в Карс. Но быстрое продвижение турецкой армии к Карсу вынудило съезд прервать работу:92.
Население не верило в возможность сопротивления силами 3-х греческих полков и одной армянской дивизии. Рассказы беженцев о турецких зверствах и реальные силы греческих защитников Карса едва достигавших 1500 человек, вынудило руководство местного совета понтийцев принять решение о сдаче города.
Национальный совет сделал всё возможное для перехода беженцев в порты юга России, для отправки их в Грецию. Части «дивизии Кавказа» распались и её солдаты бросились в свои сёла спасать семьи. Население многих пограничных сёл Хоросана, Ардагана и Гёле не успело уйти и было пленено турками. Е.Илиадис пишет о последней службе в селе Пеликпас 12 марта: «Жители просили святого защитить их, помочь быстро достичь светлой Греции, чтобы последующие поколения успокоились от постоянных гонений.».
Исход десятков тысяч понтийцев из Карсской области не везде проходил гладко. В начале марта 1918 года общины епархии Каясман согласовали процесс исхода и назначили местом сбора населения село Караклиссе на 25 марта. Последовавший эпизод связан не с зверствами турок, а с неоднозначными отношениями понтийцев и армян. Прибывший к месту сбора населения отряд армян попытался отнять у уходящих понтийцев коней. Убийство армянами греческого старосты Е. Какулидиса привело к столкновению. На фоне турецкого наступления 400 вооружённых понтийцев в течение двух дней отбивались от многократных армянских сил.
С.Маврогенис считает, что кроме произвола, который понтийцы не могли допустить, глубинной причиной столкновения в Караклиссе был отказ греков принять участие в запланированной дашнаками резне мусульман региона.
Эту оценку разделяет и командир Христофор Чертик, который описывает вмешательство своей роты, спасшей мусульманских женщин и детей от отряда армян:96.
Однако это столкновение отрезало пути исхода понтийцев. Занятие Караклиссе армянами сопровождалось резнёй населения. После этого жители 8 соседних сёл были вынуждены идти в сторону турецких линий и остановились в греческом селе Али Софи, жители которого успели уйти в Тифлис. Этих беженцев турки не тронули и позволили им отправиться в Тифлис.
Драматические события, связанные с турецким наступлением (в сочетании с невозможностью договора понтийцев и армян, как показал инцидент в Караклиссе), привели к роспуску греческой военной организации.
70 тысяч карсских греческих беженцев прибыли в Тифлис. Часть из них отправилась в Екатеринодар, большинство — через Поти морем в Новороссийск, веря, что вскоре будут перевезены в Грецию.
Турецкая армия заняла регионы Армении и Грузии, предоставленные ей в Бресте, и начала наступление на Баку, где в последовавшей резне армян пострадала и община греков. Новая волна греческих беженцев нашла убежище в Грузии и на юге России.

### К концу войны
В апреле 1918 году турки заняли Батум. Местные военные группы греков оказали им сопротивление. Хараламбос Пападопулос (Хамбос) совершил налёт на село Цикендре, недалеко от Батуми, где мусульмане, при поддержке турок, пытались взять власть. Вооружённые греческие жители села, при поддержке Хамбоса, обратили в бегство турко-мусульман.
Кроме того, рота 1-го полка «дивизии Кавказа» дала бои и отличилась в округе Самтредиа.
Поскольку турки угрожали дальнейшим наступлением, Грузинская республика, провозглашённая 26 мая 1918 пригласила немцев, препятствуя таким образом наступлению турок. С прибытием немецкой армии, правительство Грузии распустило все не грузинские войска, кроме частей российских немцев. В результате, в мае 1918 года была распущена «дивизия Кавказа», которая хотя и признавалась греческим войском, считалась русской частью, получавшей жалованье и снабжение от русского правительства.
Под давлением Берлина, турки прервали наступление в Грузии. 4 июня был подписан договор, согласно которому Грузия отказывалась от региона Батуми и городов Ардаган, Артвин, Ахалцихе и Ахалкалаки.
В конце 1918 г, потерпев поражение в войне, Германия вывела войска из Грузии.
Превращение в беженцев десятков тысяч понтийцев усилило деятельность общин греков России. Центральный совет провёл сбор денег. Греки Батуми, узнав что грекам Ризе и Сюрмене Понта турки угрожали резнёй, требуя выкуп, собрали сумму 200 тыс. золотых рублей и зафрахтовали суда для их перевозки. Община Батуми приютила и переправила дальше 35 тыс. беженцев. Община Сухуми приютила 15 тыс. беженцев. То же было сделано общинами Туапсе, Новороссийска, Керчи, Екатеринодара, Майкопа, Владикавказа.
Проблема беженцев сделала ощутимым факт оккупации Понта. В июле 1918 года в Баку был созван съезд греков юга России, Закавказья и Понта, который провозгласил независимость Понта и избрал совет, под контроль которого перешли все общества понтийцев.

### Конец войны — результаты Первого этапа понтийского геноцида
17/30 октября 1918 года, после Мудросского перемирия, турки сложили оружие. Поражение турок возродило надежды понтийского эллинизма о разрешение греческого вопроса на Чёрном море. Понтийские партизаны вступали в города, начали возвращаться выжившие из маршей смерти, а также десятки тысяч беженцев из России.
Одновременно начался подсчёт потерь человеческих жизней и материальных разрушений.
Согласно заявлению посла США в Турции Г. Моргенто в 1918 году, Османская империя «вырезала полностью 2 млн мужчин, женщин и детей греков, ассирийцев, армян; полностью 1,5 млн армян.».
Вселенский патриархат составил «Чёрную книгу», в которой перечислял преступления, совершённые против греков на всей территории империи.
В том, что касается непосредственно Понта, Рене По (Rene Paux) в своей книге Deportation et Repatriement Grecs en Turquie, изданной в Париже в 1919 году, приводит конкретную цифру в 257.019 убитых и замученных турками понтийцев. Он же пишет, что кроме понтийцев, на протяжении Первой мировой войны, турками также были убиты или замучены до смерти 144.559 греков запада Малой Азии и 88.485 греков Восточной Фракии.
Панаретос Топулидис даёт несколько меньшую цифру погибших понтийцев в результате первого (османского) этапа периода 1914—1918 понтийского геноцида: 170.576 человек.

## Перед возобновлением геноцида

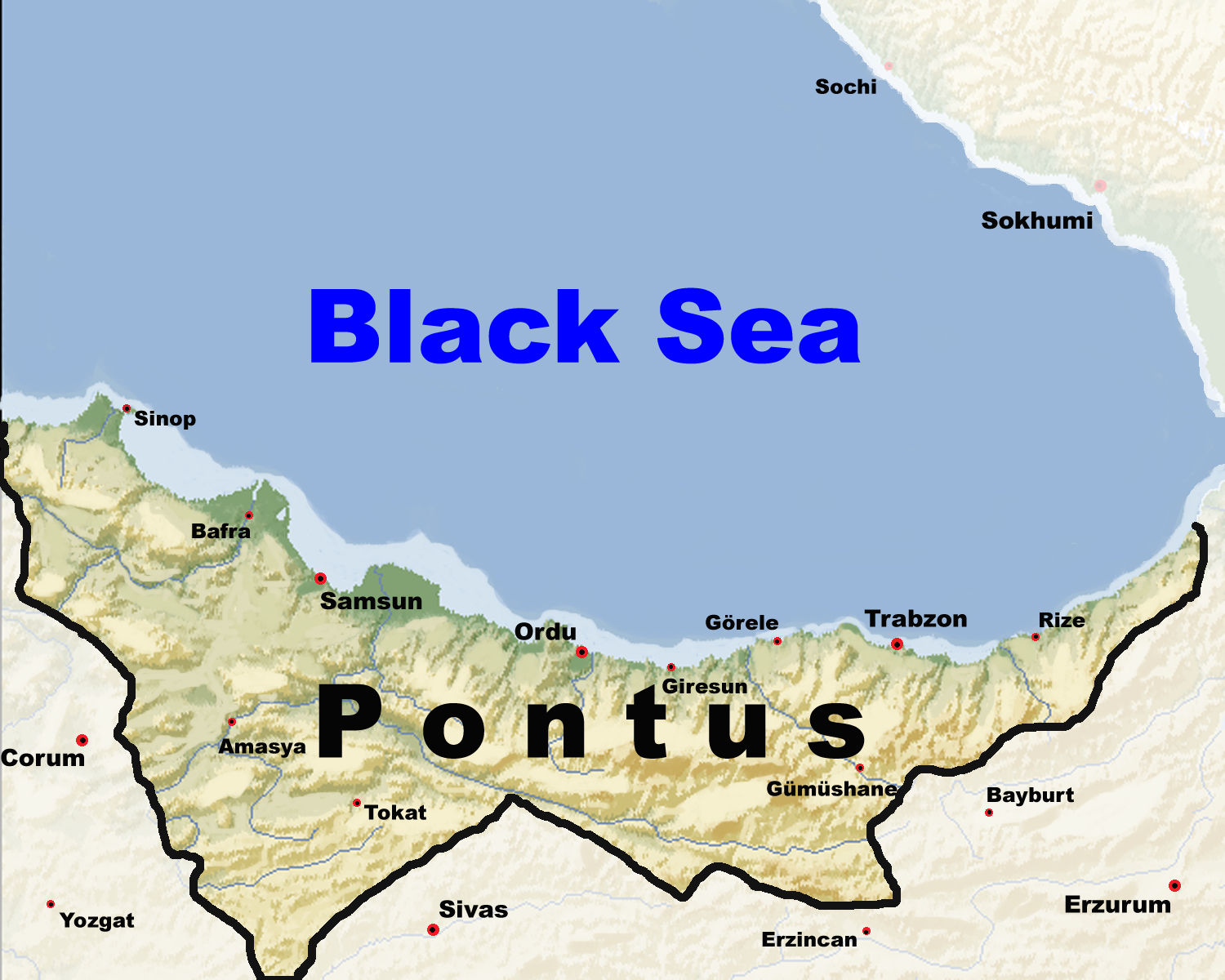
The Pontus region. Регион запрошенный для образования «Понтийской республики» после Первой мировой войны, основываясь на территориях 6 местных православных греческих епископств

По окончании войны, митрополит Герман (Каравангелис), на английском эсминце, с триумфом вернулся в Самсун встречаемый тысячами жителей:111. Греческие отряды и выжившие из депортации и резни возвращались в свои города и сёла.
Взаимосвязанные цели, создание государства Понта и права автономии на территориях бывшей Российской империи в местах своего компактного проживания, вновь активизировали греков региона. Центральный совет греков России обратился к правительству Греции с просьбой поддержать их требования обеспечения свобод и самоопределения на мирной конференции.
Начался официальный диалог между Грецией и Арменией о взаимной поддержке на конференции мира. Армяне заявили, что поддерживают греческие претензии «на Константинополь, Смирну и вилайет Трапезунда». Однако вскоре были отмечены смена их позиции и претензии на выход Армении к Чёрному морю. Претензии на регион Трапезунда со стороны армян стали очевидными, а стремление понтийцев к независимости стало рассматриваться ими как «агрессивное намерение против армян».
Между тем, с первых же дней после капитуляции османов, возникло множество греческих организаций и вооружённых групп. Столкновения между христианами и мусульманами в течение немногих недель привели к сотням жертв. Вне больших городов османская администрация не имела никакой власти. Сельские регионы контролировались партизанами.
Партизаны Понта использовали общины греков Кавказа в качестве тыла, откуда они получали оружие и планировали свои атаки.
В январе 1919 в Тифлисе состоялось 3-е Национальное собрание греков. Рассматривались вопросы беженцев, отправка делегации в Грецию. Одновременно был создан Национальный совет греков Армении. В том же месяце греческие организации юга России избрали Национальный совет Понта.

### Позиция Элефтериоса Венизелоса в отношении Понта
Венизелос был великим революционером и политиком, он был ирредентистом и при нём территория страны почти удвоилась. Но прежде всего он был прагматиком, осознавал реальные возможности маленького греческого государства, и всегда учитывал интересы союзников. Согласно современному английскому историку Дугласу Дакину, территориальные претензии Венизелоса на Парижской конференции не были необоснованными. Из всех стран Антанты, претендовавших на подлежавшие разделу османские территории, только Греция, кроме своих исторических прав, могла аргументировать их греческим населением и своим соседством с этими территориями:334.
Его претензии ограничились Восточной Фракией, без Константинополя и проливов. Он понимал, что в вопросе проливов встретит противодействие и его удовлетворял международный или американский контроль проливов, считая, что таким образом их греческое население и Константинопольский патриархат будут в безопасности:335.
Касательно Малой Азии, он проявил интерес только к ограниченному прибрежному региону вокруг Измира, предполагая, что там, после обмена, можно было бы собрать греческое население Малой Азии. В связи с этим Дакин пишет, что Венизелос был оппортунистом и не мог отказаться от представленных возможностей:336.
Заявляя, что после гонений, греческое население Малой Азии не может вернуться к предвоенному статусу, он осознавал, что его успех в Малой Азии будет полностью зависеть от финансовой и военной поддержки союзников.
В силу этого, он не ставил перед собой задач не только превышающих возможности страны, но не имевших международной поддержки. В частности, он игнорировал обращение греков Понта о создании там второго греческого государства и поддержал включение Понта в лоббируемое американским президентом Вильсоном государство Армения.
4 февраля 1919 года Венизелос заявил Вильсону, что несмотря на то что греки Понта желают независимости, он выступил абсолютно против. В интервью газете Sunday Times, он заявил, что согласен на включение Понта в армянское государство.
Официальной позицией Греции в начале 1919 года было поддержка независимости Армении, включая регион Трапезунда.
Эти заявления «стали вестниками ядовитых впечатлений для понтийцев» и вызвали негодование их организаций. Возглавляемые митрополитом Хрисанфом, эти организации попытались предстать на Парижской конференции независимо от греческого правительства.
В результате правительство Греции сменило политику. Был избран путь активного вмешательства в дела Понта и Кавказа, куда были посланы полковники Д. Катениотис и И. Ставридакис.
Заключение доклада посланного на место полковника Катениотиса (апрель 1919) только усилило сомнения Венизелоса: «Турецкое население Понта более чем в два раза превышает греческое, что вызывает законные сомнения понтийцев о возможности военной организации на месте. Они опасаются, что с провозглашением независимости Понта последуют турецкие репрессии против безоружного греческого населения».
Греческая армия не предпринимала никаких действий по занятию османских территорий без согласия союзников. Восточная Фракия была занята только в 1920 году и греческая армия остановилась в 50 км от занятого союзниками Константинополя.
Напротив, как отмечает А. Гикас, Венизелос принял участие в классовом конфликте, далёком от интересов греков Понта и одновременно скомпрометировал греческое население Северного Причерноморья, послав по запросу Антанты греческие части в Украинский поход, в поддержку Белого движения.
По этому поводу К. Фотиадис пишет: «Если бы этот греческий экспедиционный корпус в 23 тыс. боеспособных солдат, высадившийся в Одессе и Крыму, чтобы защитить англофранцузские инвестиции на юге России, в ущерб больших и многочисленных местных греческих интересов… если бы этот корпус высадился на Понте… не было бы больше кемалистского вопроса»..

### Карсская республика
Англичане высадились в Батуми в начале 1919 года
После ухода турецких войск, часть греческих беженцев вернулась в сёла и города Карсской области.
Следуя лозунгу самоопределения, здесь, в ноябре 1918 года, была провозглашена Юго-Западная Кавказская Демократическая Республика, и создан парламент (Милли-Шура), который состоял из 60 мусульман, 3 греков и 1 русского. Прибывший сюда из Батуми британский колониальный корпус в 3 тыс. солдат арестовал депутатов парламента, и в апреле 1919 года ликвидировал республику и передал область Армении.

### Миссия Казандзакиса
При всём нежелании поддержать требование понтийцев о независимости, Венизелос не мог игнорировать проблему беженцев Понта, скопившихся на юге России.
В телеграмме от 9/12 /1919 министр иностранных дел Н. Политис писал миссии Греции в Константинополе: «Прошу сообщить союзным властям, что у нас нет более крова для беженцев… продовольствия недостаточно.. мы будем вынуждены запретить прибытие беженцев из России».
В этих условиях единственным решением было обеспечение понтийцев на месте, чтобы избавить их от смерти и голода. В июле 1919 года правительство Венизелоса выделило 20 млн драхм для поэтапной репатриации беженцев. Распоряжение деньгами было поручено комитету министерства социального обеспечения, который 8 мая 1919 года возглавил писатель Никос Казандзакис. Вместе со своими сотрудниками он начал огромную работу по репатриации 150 тыс. беженцев Понта и расселении их в Македонии и Фракии.
Комитет стал получателем обращений греков Кавказа и России о репатриации на Понт. В обращениях они развили мысль, что только возвратившись на Понт, «возможно утверждение независимости Понта.», Они возражали против эмиграции в Грецию, поскольку так ослабевал национальный вопрос Понта и создавался безудержный поток эмиграции в Грецию всех понтийцев, находившихся в России.
Казандзакис послал Венизелосу свои выводы и доложил, что 500 тыс. греков России, являются ли они беженцами или более ранними поселенцами, делятся на 2 группы: на тех кто хочет вернуться на Понт и тех кто хочет уехать в Грецию. Он оценивал, что на тот момент репатриация на Понт была невозможна. Он считал, что предпосылкой возвращения населения была греческая или союзная оккупация Понта. Казандзакис передал Венизелосу требования комитетов греков Закавказья. Он оценивал группу желающую эмигрировать в Грецию в 100 тыс. человек. Он предложил немедленно перевезти их в Восточную Македонию, откуда уезжали малоазийские и восточно-фракийские беженцы на свои земли, освобождённые к тому времени греческой армией. Миссия министерства приложила большие усилия для пропитания более 70 тыс. беженцев, без которой, согласно М.Эмиланосу «… они наверняка бы умерли.».
Политикой миссий в отношении беженцев стала попытка остановить тенденцию эмиграции в Грецию, с тем чтобы не ослабить регион от его людского потенциала, в случае если будет предпринята попытка разрешить вопрос Понта. Миссии сумели воодушевить население, сдержать полный исход в Грецию и убедить его остаться на местах, покуда не станет возможным возвращение на Понт. Миссиям удалось организовать 100 тыс. человек сельского населения Карса и Цалки.

## Второй этап Понтийского геноцида[61]

### Кемалистское движение

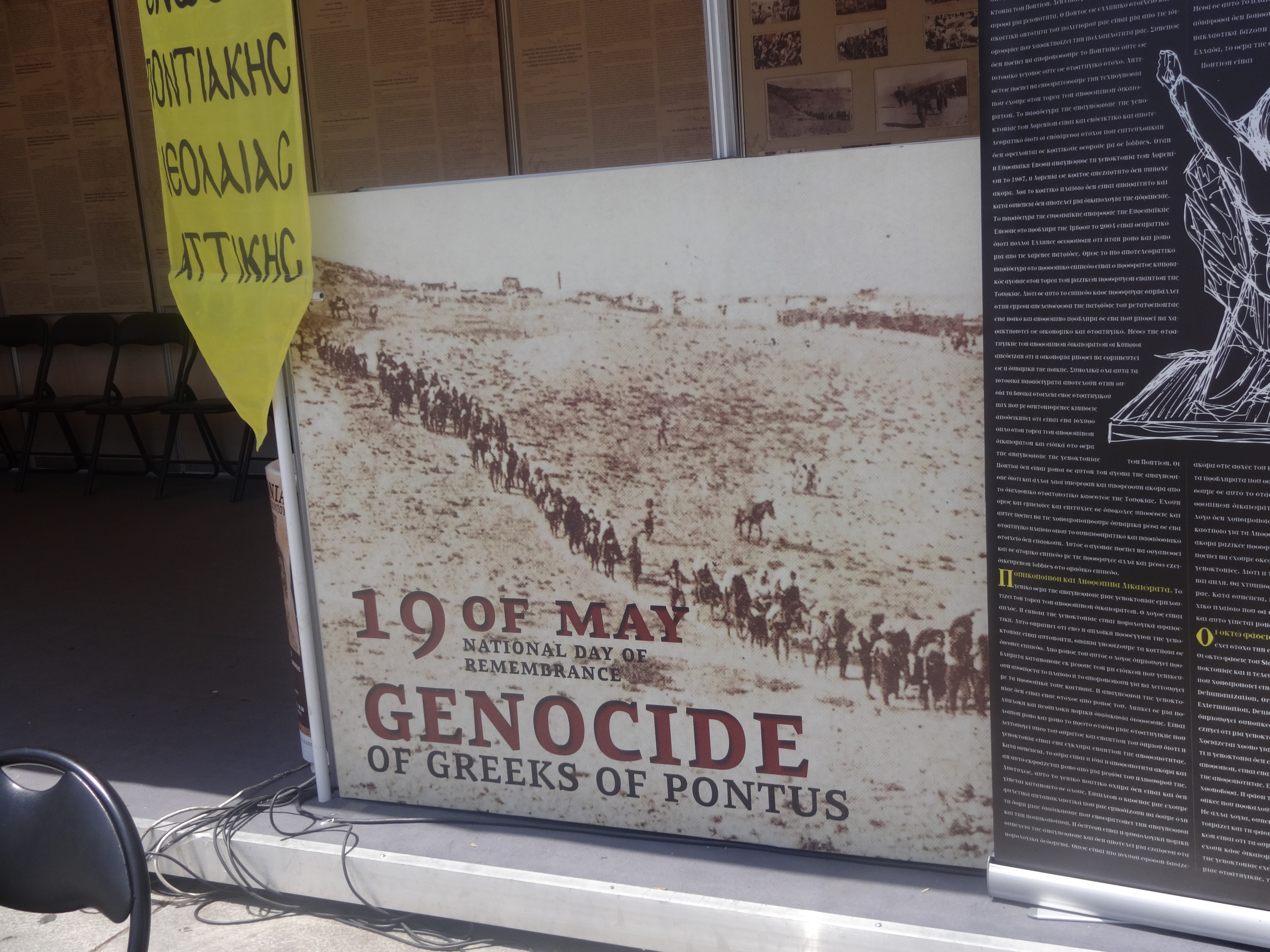
Временный павильон установленный понтийскими организациями на площади Синтагма, Афины в память годовщины Геноцида понтийских греков.

19 мая 1919 года в Самсун прибыл Мустафа Кемаль (будущий Ататюрк). Он попросил встречи с митрополитом Германом, который, по его собственному описанию, в «период национальных триумфов», счёл эту встречу ненужной. Пробыв 20 дней в Самсуне, Кемаль отправился в Сивас, откуда начали поступать сведения о деятельности первых турецких чет (в мемуарах Германа «турецких банд»). Герман с сожалением пишет, что планы Кемаля были осознаны с опозданием, иначе ликвидация Кемаля и его движения в зародыше не представляли труда:114.
Именно 19 мая, дата прибытия Кемаля в Самсун, была установлена впоследствии понтийскими организациями как дата начала окончательного решения понтийского вопроса и отмечается как день памяти жертв Понтийского геноцида. Здесь наблюдается глубокое расхождение в оценке Кемаля и его движения между частью греческой и официальной турецкой историографиями. Греческий историк Н. Псиррукис пишет: «Внимательное исследование кемализма убеждает нас, что речь идёт о глубоко антинародной и антидемократической теории. Нацизм и другие реакционные теории являются закономерным развитием кемализма».
В. Агдзидис характеризует движение Кемаля как агрессивное турецкое националистическое движение. Он считает, что Кемаль был выразителем османской бюрократии и военных, которые не соглашались с разрешением национального вопроса на основе прав национальностей.
С другой стороны прибытие Кемаля в Самсун 19 мая 1919 года рассматривается официальной турецкой историографией как начало войны за независимость а турецким государством установлен праздник 19 мая День памяти Ататюрка, День молодёжи и спорта (Atatürk'ü Anma, Gençlik ve Spor Bayramı).
Термин Освободительная война Турции оспаривается не только частью греческих историков, но и некоторыми современными турецкими историками. Attila Tuygan в своей работе «Геноцид за мать-родину», которая была включена в изданную на греческом коллективную книгу «Геноцид на Востоке. От Османской империи к нации-государству» (Η γενοκτονία στην Ανατολή Από την Οθωμανική Αυτοκρατορία στο έθνος-κράτος) пишет: «…Утверждение о том, что турецкая национально-освободительная война была дана против империализма не основана ни на чём. Напротив, как отмечает профессор Танер Акчам, освободительная война „была дана не против агрессоров, но против меньшинств“. „Общества Обороны-Закона“ (Mudafai Hukut), которые были локомотивом „национальной борьбы“, были однозначно созданы против угрозы ромеев (см. греков) и армян. В первых этих обществах созданных, после Мудросского перемирия, 3 были направлены против армян и 2 против ромеев. К тому же Кемаль, в июле 1919 года, посылая свою отставку султану с поста офицера, открыто заявлял следующее: „Мой офицерский статус начал становиться препятствием в национальной борьбе что мы начали, чтобы спасти нашу священную Родину и нацию от распада и не пожертвовать Родиной стремлениям греков и армян“».

### Возобновление гонений и запреты союзников на операции Греции на Понте
Почти одновременно с прибытием Кемаля на Понт, в силу претензий Италии на западе Малой Азии, Антанта предоставила Греции мандат на временный контроль региона Смирны, с перспективой решения его судьбы через 5 лет на референдуме населения.
Завязавшиеся здесь бои с кемалистами стали приобретать характер войны, которую греческая армия была вынуждена вести уже в одиночку. Италия с самого начала поддержала кемалистов.
Несмотря на то что на Понте кемалисты возобновили младотурецкую политику гонений греческого населения, Венизелос учитывал заключения полковника Катениотиса апреля 1919 года.
Поскольку было расценено, что организация на месте регулярной армии понтийцев могла только усилить террор со стороны турецкого большинства, «был дан приказ организовать в Греции 2 батальона и 1 батарею из понтийцев, с тем чтобы в будущем они могли быть посланы на Понт». Но Венизелос продолжал дистанцироваться от Понтийского вопроса, который он не включал в непосредственные национальные планы.
Перед лицом наступления Красной Армии и неспособности союзников поддержать Деникина, в ноябре 1919 года Д. Катениотис предложил британскому послу в Афинах отправку понтийского батальона греческой армии в Батуми. Идея Катениотиса предусматривала создание на месте понтийской армии, которая могла быть полезной союзникам для отражения наступления большевиков.
Предложение было отклонено.
После этого Венизелос вернулся к своей предыдущей позиции и вновь решил разрешить понтийский вопрос в рамках армянского вопроса.
Между тем понтийцы продолжали просить поддержку и требовали отправки греческой армии на Понт. Они даже собрали необходимую сумму для финансирования операции. Их главным аргументом было то, что партизаны Понта, при поддержке небольшого корпуса греческой армии, могли прервать линии снабжения кемалистов большевиками. Историк В. Агдзидис считает, что Венизелос недооценил возможности партизан Понта.
В январе 1920 года Катениотис повторил предложение британскому представителю в Батуми, о совместном греко-британском вмешательстве против кемалистов и большевиков.
Он предложил высадку в Трапезунде понтийских батальонов, созданных в Греции, с тем чтобы создать маленькую свободную зону, способную принять греков России, уходящих от большевиков. Кроме этого, согласно идее Катениотиса, это соединение, получив подкрепления, могло бы быть направлено вглубь алой Азии, обеспечивая тылы армянской армии от турок.
Британский представитель в Батуми, Wardrop, рекомендовал своему правительству отклонить это предложение.
Пытаясь успокоить англичан, противившихся требованиям понтийцев, правительство Венизелоса не отвечало на их отчаянные призывы об оказании военной помощи. Более того, оно стало создавать препятствия для её отправки.
В феврале 1920 года в Самсун прибыл Хризостом Караискос, офицер запаса армии Греции, понтиец по происхождению, для изучения возможностей и перспектив партизанской борьбы в регионе. В своём докладе он писал: «Местное население, в силу пережитого, готово на любые жертвы, лишь бы кто-то их поддержал. Но поддержит их тот, кто поставит им оружие, поскольку они уже познали, что только тогда турок будет уважать их жизнь, когда у них будет оружие в руках. Доказательством является тот факт, что там, где есть хоть один греческий партизан, турки дрожат. Доказательством является, что в областях Трапезунда, Керасунда, Орду и т. д. безоружных греков терроризируют, а здесь терроризируют греки».
Караискос сумел скоординировать действия отрядов партизан, после чего он отправился в Константинополь, для встречи с миссией Греции.
Катениотис, выполняя указания правительства, категорически отказался оказать какую-либо помощь. Более того, когда Караискос попытался вернуться на Понт, греческая миссия силой помешала ему исполнить и этот его план.

### Понтийское Сопротивление

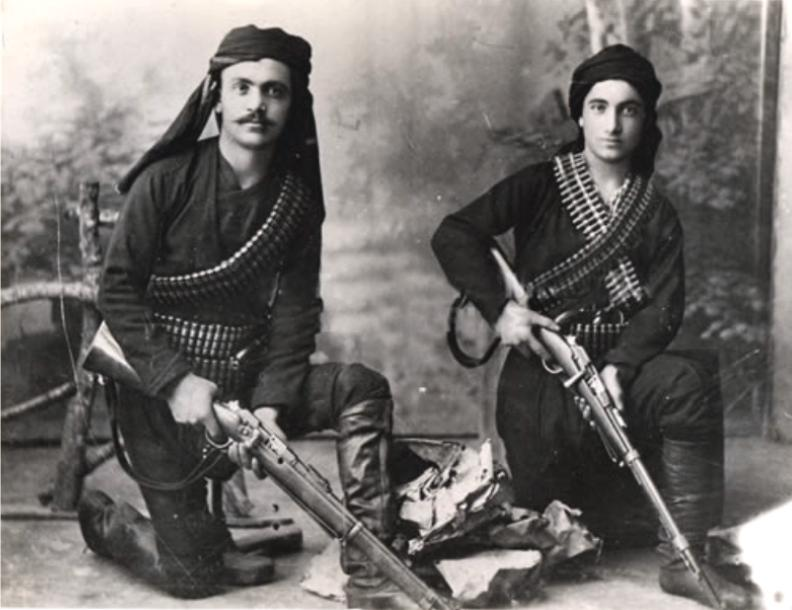
Понтийские партизаны

Одновременно с началом кемалистского движения, наблюдался рост понтийского движения.
Были созданы и развернули деятельность вооружённые отряды. На заседании Национального Совета 11/24 июля 1919, председательствующий В. Иоаннидис отмечал: «Периодически появляются в регионе Трапезунда партизанские отряды происходящие с Кавказа. Это связано с деятельностью Батумского Совета. Когда эти отряды придерживаются пассивной позиции и выжидают, они становятся полезными. Но они совершили в последнее время акты насилия и спровоцировали акты возмездия турок в регионе Керасунда. Обстановка на Понте уже накалена».

### Геополитическая обстановка
Митрополит Хрисанф на заседании Совета понтийцев Батуми 7/20 марта 1919 года подчеркнул: «…кроме этого, рассматривается захват власти силой оружия и создание свершившегося факта. Но это исключается, поскольку понтийские греки являются меньшинством на Понте и они будут наверняка истреблены в случае неудачи».
23 июня 1919 года в занятом англичанами Батуми был избран Национальный совет Понта. Годом позже Совет был переименован в Национальное собрание, с целью стать правительством в изгнании. Национальное собрание Понта, «Восточный парламент эллинизма», как оно называлось, приняло решение, что «интересы Отечества требуют окончательного признания свободы Понта и создание греческого независимого государства».
Видя нежелание Венизелоса поддержать дело независимого Понта, понтийское руководство стало действовать в направлении обеспечения английского или американского мандата на регион.
В «воззвании-протесте», посланном 13 октября 1919 года от имени «церковных вождей христиан Малой Азии» на имя премьер-министра Франции Клемансо, указывалось что «требуется немедленная оккупация важнейших пунктов Османской империи союзными силами».
Ориентация руководства на решение вопроса иностранным вмешательством вызвала негативную реакцию. В декабре 1919 года в Тифлисе состоялась встреча посланника Греции Ставридакиса, Хрисанфа и других членов руководства, для поиска иностранных гарантов независимости и освобождения Понта.
На слова участника встречи: «Без революции и пролития крови свобода не обеспечивается», Хрисанф отметил, что тот говорит как большевик. На что «большевик» ответил: «Я патриот… Это вы своей позицией кличете беды понтийцам, разрушаете эллинизм Понта, и если когда-либо освободите его, не найдутся понтийцы, чтобы населять его».

### В Карсском регионе
Обстановка в Карсе оставалась напряжённой и после ухода турецких войск. Греки сталкивались с мусульманами региона. Вооружённые группы греческой молодёжи были созданы во всех сёлах Карсской области. Они приняли зашиту жизни греков от налётов как мусульман, так и против отдельных армянских групп. Тяжёлые бои развернулись в сёлах Гёлиа. 13 месяцев продолжились столкновения в греческом селе Дорт Клисиа, имевшего хорошую оборонную позицию. Жители села приняли решение сражаться до конца, но не сдавать село туркам (см. курдам).

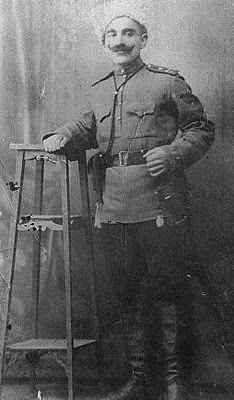
Христос Адамидис, бывший майор русской армии и командир отряда понтийской самообороны

В начале грекам села оказала помощь рота грузин, тайно перешедшая границу. К следующей атаке курдов подоспел греческий офицер Христос Адамидис, с отрядом в 300 человек. После греческой победы курды скрылись в Турции.
16 мая комитет греков региона запросил вмешательство правительства Грузии, а также британской миссии в Батуми.
Одновременно c созданием Национального совета Понта, в Армении был создан Национальный совет греков Армении, начавший борьбу за автономию и защиту своих интересов. В отличие от Грузии обстановка здесь была хаотичной. Налёты турок и массы беженцев создавали непреодолимые трудности. Национальный совет отовсюду получал протесты греческих общин о притеснениях и варварских актах против них.
Главным был вопрос насильственной мобилизации, касавшийся только греческой молодёжи, но никак не русской или мусульманской. Притеснения армянских властей усилили тенденцию эмиграции греков из региона.
Причиной противодействия греков мобилизации было трагическое состояние их сёл. Групп самообороны едва хватало для защиты сёл. Даже удаление групп в другие сёла ставило в опасность село оказывавшее помощь. Характерный эпизод произошёл в селе Кизил Килисе, как следует из доклада на 1-м съезде греков Армении в Карсе в июле: «армяне хотели мобилизовать греческое население, окружили село и начали угрожающую стрельбу, но греки, не испугавшись, оказали сопротивление и армяне были вынуждены отступить.».
Съезд констатировал, что греческое население в течение 5 месяцев вело бои против организованных групп курдов, систематически совершавших налёты против их сёл. При этом армянская армия снабжалась за счёт греческого населения, усугубляя его тяжёлое положение, а губернатор Карса советовал им: «Вы не должны заниматься национальными вопросами, ваша роль образовательно-педагогическая.».
Съезд принял решение требовать у правительства Армении самоуправления и расширения прав Национального совета. Греки Армении были намерены поддержать правительство в той мере, в какой правительство будет защищать интересы и жизнь жителей греческих регионов, не нарушая их права:118.
Поскольку греческие сёла регионов Гёле, Хорасана и Олту были в состоянии войны с курдами, съезд принял решение не признавать мобилизацию. Взамен съезд предложил военную организацию греков на месте, при поддержке правительства. Съезд также принял решение о подчинении церкви греков Армении Трапезундской митрополии.

### 1920 год
Политические рамки в Закавказье определялись воссозданием независимых Грузии, Армении. Азербайджана, что было результатом господства меньшевиков и британского интереса.
Считалось, что создание Республики Понт во многом могло разрешить национальный вопрос, с тем чтобы «были освобождены 350 тыс. греков, находившихся там (на Понте), и вернулись к своим очагам 500 тыс. беженцев Понта, которые нищенствовали и умирали на юге России и в Закавказье, преследуемые большевиками».
В том же 1920 году митрополит Хрисанф отправился в Грузию, содействуя возрождению Грузинской церкви. После чего он направился в Ереван, где вёл переговоры о создании Понтийско-Армянской федерации, но от включения Понта в унитарное армянское государство отказался.
После неудачных политических инициатив и видя, что Державы изменили планы для региона, Хрисанф начал переговоры с турками о создании понтийско-турецкого государства. Эти переговоры были прерваны, после получения Грецией мандата на Восточную Фракию. Греческая армия без особого труда разгромила здесь кемалистов и в июле 1920 года остановилась в 50 км от занятого союзниками Константинополя.

### Окончательный исход из Карса
В силу постоянных столкновений с турками и угрозы резни, жители 13 греческих сёл Гёле и 8 Ардагана одновременно перешли Куру и через 20 дней странствий по заснеженным горам пришли в Батуми, откуда морем были отправлены в Салоники.
Национальный совет греков Армении позаботился о эвакуации греков региона Карса и направил население к Тифлису. Жители 2 сёл, не последовавших за ушедшими, были вырезаны турками. Немногие выжившие добрались до Батума, где собрались беженцы последнего исхода из Карса.
После февраля 1921 года из 70 тыс. населения в регионе Карса не осталось ни одного грека.
Беженцы Понта скопились в Батуме и Новороссийске, ожидая отбытия в Грецию.
К ним стали присоединяться понтийцы этих регионов, в силу политических событий и вызванных ими проблем безопасности.
К лишениям беженцев прибавилась эпидемия тифа, от которой умерло огромное число понтийцев.
До полной советизации Закавказья (февраль 1921) из Батума в Салоники отбыли морем 52 тыс. греков, под контролем миссии правительства Греции.
В силу недостатка судов, многие беженцы более года жили в палатках. Агдзидис пишет, что в ожидании кораблей треть беженцев умерла.

### Вопрос беженцев
Эвакуация беженцев началась уже с мая 1919 год. Из них три четверти происходили из Армении (в основном из Карса).
Эвакуация осложнилась с занятием Екатеринодара красными в 1920 году, после чего миссия министерства соцобеспечения Греции покинула юг России. В последний момент ей удалось отправить из Новороссийска в Грецию 9 тыс. беженцев Карса.
С уходом миссий обстановка для беженцев резко ухудшилась. Они стали жертвами враждебных отношений правительств Греции и большевиков и были блокированы в портах России. Огромной стала проблема греческих сирот, число которых только в Новороссийске достигло 4 тыс.
Регионы, занятые красными, оставляли греческие интеллигенты, включая Г. Гурджиева, считая, что при большевиках их деятельность осложнится. Была отмечена тенденция отъезда в Грецию как беженцев, так и греков, годами проживавших там.
С августа 1921 отъезд из Батуми стал «почти невозможным». Разрешение давалось ЧК из Тифлиса. Однако давление к отъезду усиливалось. Беженцы на советской территории искали пути к отъезду, находясь под угрозой голода и болезней.
М. М. Литвинов с февраля 1921 года предложил греческому правительству разрешить въезд беженцев в Грецию, но на тот момент правительство Греции отвечало отрицательно. После обмена посланиями между двумя правительствами, репатриация около 15 тыс. греков началась в конце 1921 года из Новороссийска.
Греческие общины и организации компартии обращались к греками России: «сейчас, когда внимание советской России обращено к Волге для борьбы с трагедией голода, пусть мы поддержим Мать бедных и обездоленных, облегчая её в святой её работе нашей помощью беженцам…».
Греческая секция компартии пыталась повернуть тенденцию эмиграции, «которую подогревали разные контрреволюционные элементы». Однако это не оказало влияния на беженцев, чьи чувства выражают слова «Пусть отправимся в Грецию и пусть умрём там».
10 мая 1921 года 1-й съезд греческих рабочих Причерноморья через НКИД РСФСР обратился к правительству Греции о принятии мер по репатриации греческих граждан.
Аналогичные попытки Нансена также остались без результата. Правительство Греции известило его, что оно «отказывается принять греков из Новороссийска, потому что не знает, где их разместить». Со своей стороны советское правительство заявило, что готово разрешить репатриацию греков из России, но требовало заключения отдельного соглашения.
Одновременно община Батуми получила ответ миссии Греции в Константинополе, согласно которому, в силу нужд Греции «для освобождения братьев», она не могла выделить средства ни на перевозку, ни на содержание беженцев в России.
В августе правительство Греции заявило, что не может принять репатриантов, поскольку не располагало кровом. В сентябре греческое население, включая Кубань, после слухов о начале репатриации стало продавать своё имущество и собираться в портах, ожидая корабли.
11 сентября советский посол в Берлине информировал своего греческого коллегу, что 15 тыс. подданных Греции, среди них старики, женщины и дети, получили разрешение на репатриацию и собрались в Новороссийске, но не могли отбыть. Он отметил необходимость срочной отправки кораблей.
Правительство Греции рассматривало регионы для размещения беженцев, принимало санитарные меры для тысяч людей, организовывало на местах службы и предоставляло земли и сельскохозяйственные орудия.
Была подсчитана сумма для перевозки 200 тыс. человек и расселения 40 тыс. семей. Эти расходы, колоссальные для той эпохи, были оценены в 420 млн драхм. Было подчёркнуто, что несмотря на экономический кризис, правительство должно было спасти беженцев, но и использовать крестьянское население для увеличения сельскохозяйственной продукции Греции.

### Советско-турецкое сближение
Турецко-советское сближение было предопределено советским геополитическим и идеологическим рассмотрением национально-освободительных движений региона. Партизаны Понта рассматривались большевиками как бандиты, сжигавшие и убивавшие с жестокостью. Попытки греков Понта к самоопределению рассматривались как «мятеж, который был подготовлен согласно планам агентов Константинополя и Афин, с фанатическим лозунгом создания Понтийского Греческого Государства…».
Оправдывая преступления турок против понтийцев, большевики выдвинули теорию, согласно которой в армии «греческих оккупантов» были мобилизованы русские белогвардейцы. Они были посланы в Самсун и другие регионы и «воевали за это мифическое Понтийское государство».
28 февраля 1921 года в Москве началась русско-турецкая конференция. На её открытии В. Ленин заклеймил «грабительскую политику империалистических правительств». 16 марта было подписан договор о «дружбе и братстве», закрепивший уже существующее советско-турецкое военное и экономическое сотрудничество.

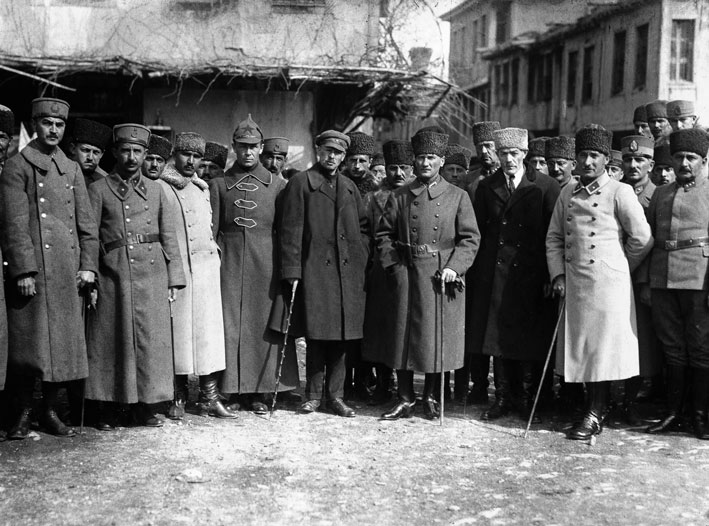
В апогее советско-турецких отношений. Визит на греческий фронт 31 марта 1922 года, за 4 месяца до перехода турок в наступление. Слева направо: начальник штаба Западного фронта Asım Gündüz, командующий фронтом Исмет Иненю, неизвестный, военный атташе Советской России K.K. Звонарёв, посол Советской России С. И. Аралов, Мустафа Кемаль.

Россия простила Турции долги, официально предоставила Турции регионы Карса, Ардагана и Артвина и обещала помочь изгнать греческую армию из Малой Азии. Турция обеспечила своё снабжение из России. Имея также дружественные отношения с Персией, Италией и Францией, кемалисты сумели остановить в августе 1921 года греческую армию в 50 км от Анкары и приготовились к окончательному столкновению с греческой армией и окончательному решению вопроса греческого населения запада Малой Азии и Понта.

### К завершению геноцида понтийских греков

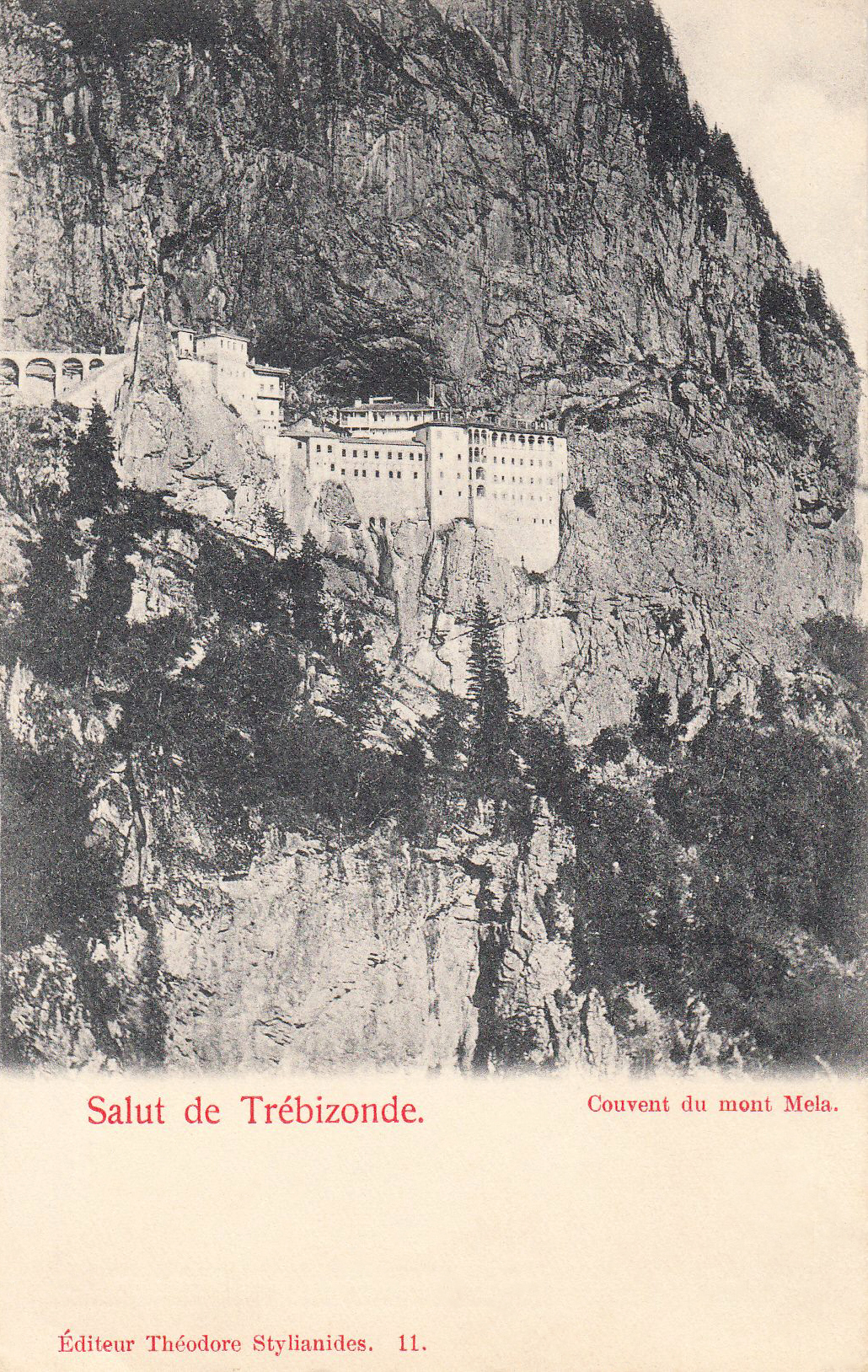
Монастырь Панагии Сумела

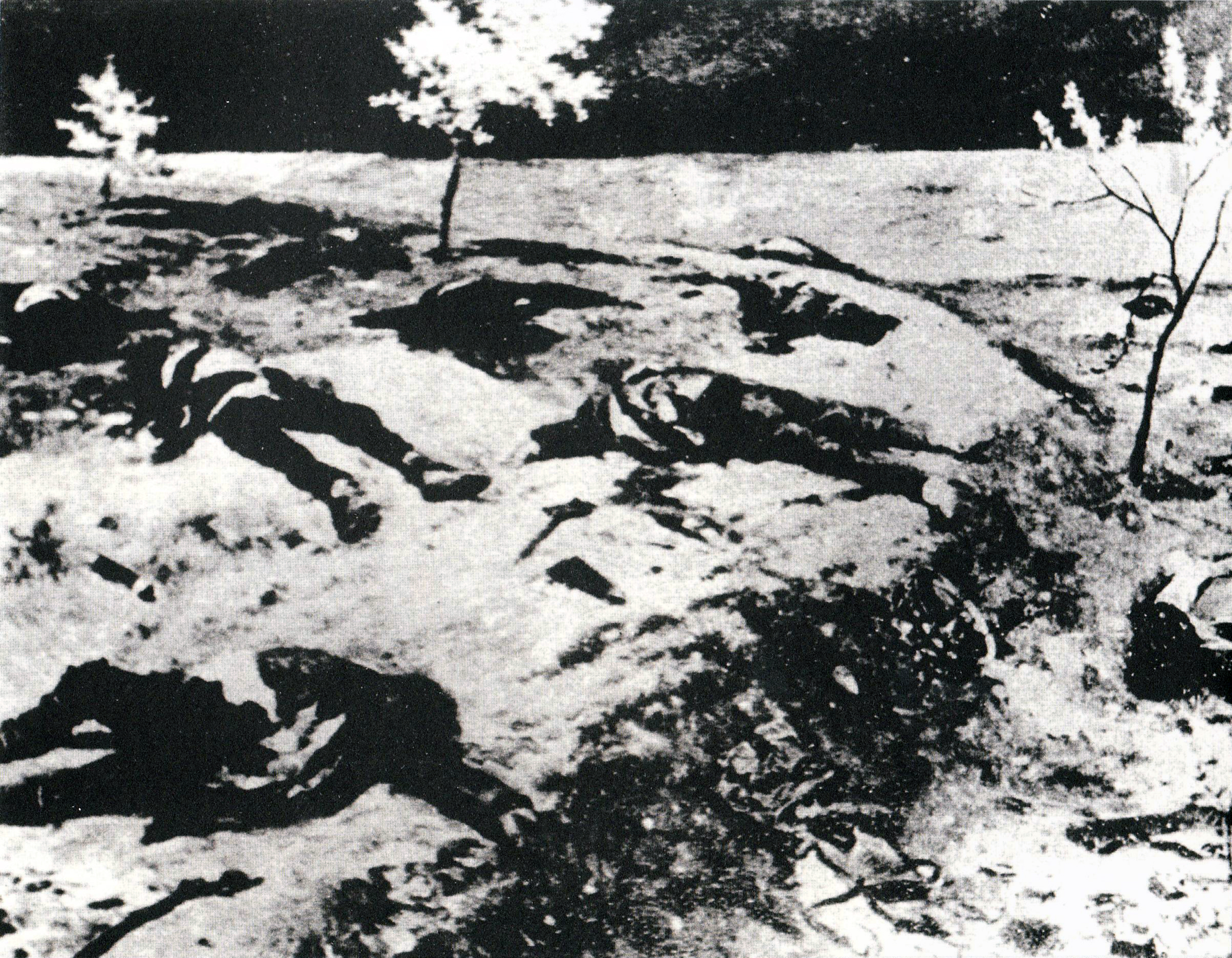
Жертвы геноцида, Гиресун, 1921 год

В мае 1921 года были расстреляны 1200 греческих крестьян епархии Кавза Амасии:140.
Ещё до похода греческой армии на Анкару, в начале июня 1921 года, Кемаль писал в своём приказе: «Недавнее появление греческих военных кораблей в Чёрном море и обстрел Инеболу повышают вероятность греческой высадки в Самсуне. Поэтому, все греки способные нести оружие, возрастом с 15 по 55 лет, будут депортированы вглубь полуострова». Депортации подверглось население даже регионов в 350 км от побережья, таких как Кастамону, и немногочисленные греки Анкары:137.
В разгар греческого наступления в западной Малой Азии и сразу после победного для греческого оружия Сражения при Афьонкарахисаре-Эскишехире, митрополит Герман прибыл в Кютахью, где предложил греческому генералитету послать 1 полк морем на Понт, который вместе с отрядами местных партизан двинется в тыл Кемаля, в сторону Анкары. Ответом штабиста генерала Виктора Дусманиса было «ни одного солдата, тем более что через месяц я буду в Анкаре»:126.
Ответ Дусманиса лишил турецких историографов возможности прямым образом связать продолжение понтийского геноцида с «греческой интервенцией».
Греческая армия предприняла наступление на Анкару.
Пока греческая армия угрожала Анкаре, депортации населения Понта ослабли. После того как греческая армия не сумела взять Анкару и в начале сентября в порядке отошла за Сакарью, турки возобновили карательные операции и депортации на Понте.
Как правило, из маршей смерти живыми выходили не более 25 %:147.
Из 8 тыс. человек отправленных в Сивас, в живых остались только 300:108.
К маю 1922 в регионе Самсуна не осталась не разрушенной ни одна греческая деревня, население истреблялось:135.
Информация поступавшая на греческую военно-морскую базу в Константинополе ужасает своими деталями: «Сожжены в селе Эрикли 200 человек, в селе Каракёй 400, в селе Кертме 200, в селе Питли-Келик 250, в селе Туз-Кёй 400, в селе Согук-Пугар 200, в селе Ада 600, селе Кара-Пердзен 500…». В регионе Бафры: «В селе Сурмели 300 человек сожжены в школе, в селе Тогуз Аслан 500 человек сожжены в школе, в селе Эврен-Ушаги сожжены 400 жителей, в селе Джандур сожжены 300 человек, в селе Кавакоглу сожжены 500, в селе Тикенджик сожжены 300, в селе Муамли 400, в селе Кара-Тикен 250, в селе Селамлик все жители были сожжены в церкви, в селе Иренколи-Дереси ещё лежат трупы 400 христиан, доверившихся кемалистской амнистии»:146.
В регионе Трабзона греческие сёла обстреливались артиллерией а затем сжигались:135.
Были ограблены и разрушены монастыри, включая монастырь Панагия Сумела:92.
Михаил Фрунзе, прибывший в кемалистскую Турцию, во главе делегации Советской Украины писал: «…вся эта богатая и густонаселённая область Турции, опустошена в невероятной степени. Из всего греческого населения Самсуна, Синопа и Амасьи осталось несколько партизанских отрядов, бродящих по горам. Наиболее известен своими зверствами Осман ага, который огнём и железом и во главе своей дикой орды прошёл по области».
В конце 1921 года, британский комиссар в Константинополе информировал свой МИД: «Турки, видимо, действуют в соответствии с умышленным планом уничтожения меньшинств. Все мужчины области Трапезунда, старше 15 лет, депортированы в рабочие батальоны Эрзерума, Карса и Сарыкамыша».
Основываясь на ряд полученных докладов, Ллойд Джордж заявлял в Палате общин: «В Понте десятки тысяч греков, мужчин женщин и детей, депортируются и умирают. Это было чистое преднамеренное уничтожение». Американский майор Йоэль так описывал Понт 1921 года: «Трупы, трупы по всей протяжённости марша депортируемых…ужас и трупы».
Увидев турецкие зверства, Фрунзе морально готовил прибывшего в Турцию советского посла Семёна Аралова, что тому предстоит увидеть на дорогах множество убитых греков. Сам Аралов позже писал: «Фрунзе отошел в сторону от сопровождавших его аскеров и с большим возмущением рассказал, что видел множество валявшихся у дорог трупов зверски убитых греков — стариков, детей, женщин. — Я насчитал 54 убитых ребёнка, — взволнованно говорил он. — Греков гонят из мест восстаний, войны и дорогой убивают, а то они и сами падают от усталости, голода, и их так и бросают. Ужасная картина! Поедете… обязательно время от времени посматривайте по сторонам и увидите это страшное позорище. Не скрывайте от Мустафы Кемаля моего большого огорчения. Кемаль ни при чём. <…> Конечно, главные виновники — империалисты Англии, Франции, султанское правительство. Это они заварили здесь кашу, выдвинули глупую затею — создать „Понтийское государство“ и провокаторски толкнули на восстание греческое население. Только нужно говорить об этом осторожно, опасаясь задеть, потревожить национальное чувство. Вспомните ленинские предостережения о страшной болезненности оскорбленного национального чувства».

### Казни в Амасии

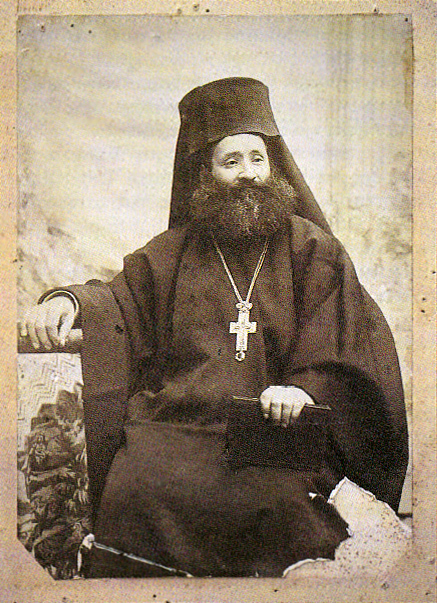
Архимандрит Платон (Айвазидис)

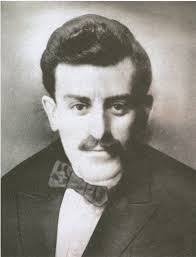
Журналист и издатель Никос Капетанидис (1889—1921)

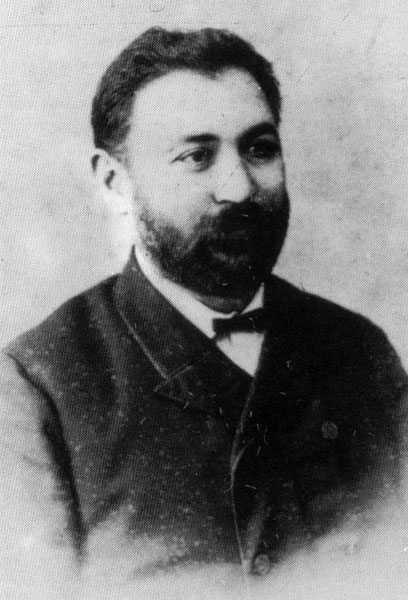
Политик и бизнесмен Матфеос Кофидис (1855—1921)

8 месяцев в тюрьме города Амасья находились 70 греческих священников и старейшин Понта, среди которых был и викарий митрополита Германа архимандрит Платон (Айвазидис). Пока исход войны был неясен, турки не решались казнить их. Как только греческая армия отошла от Анкары, все 70 были повешены 21 сентября 1921 года. Одновременно Топал Осман-ага казнил 1500 человек из молодёжи Самсуна.
Впоследствии протосинкелл Платон (Айвазидис) был канонизирован Элладской православной церковью. Память Платона и других священников Понта, повешенных вместе с ним, отмечается 21 сентября.
Среди казнённых был Никос Капетанидис, журналист и издатель газеты Эпоха.
Характерен случай Матфеоса Кофидиса, понтийского политика и бизнесмена. Кофидис был членом османского парламента, был избран на 3 последовательных периода с 1908 по 1918 год.
В 1917 году Кофидис ненадолго заменил епископа Трапезунда Хрисанфа в его внецерковных обязанностях.
В 1920 году он отказался возглавить вооружённую борьбу на Понте, считая что это повлечёт за собой разрушение Трапезунда турками
В ходе массовых депортаций населения в Эрзерум в середине 1921 года его сын был убит. Было очевидно, что Кофидис был казнён не за автономистскую деятельность, а за то, кем он был. Казнь Кофидиса вызвала протесты даже у мусульманского населения Трапезунда, которое отказалось передать кемалистам для казни дополнительное число греков города.

## Результаты геноцида
Методами маршей смерти, резни, казней, согласно Панарету Топалидису, были истреблены :
- османами в период 1914—1918 гг. — 170.576 понтийцев
- кемалистами в период 1918—1922 гг. — 119.122 понтийцев
- в общей сложности Топалидис приводит цифру в 289.698 человек погибших во время Понтийского геноцида, то есть 41,56 % от общего учтённого им числа в 697 тыс. человек коренного греческого населения Понта.

Г. Валванис, основываясь на Чёрной книге Центрального совета понтийцев в Афинах, приводит цифру 303 тыс. погибших понтийцев до 1922 года, и 353 тыс. погибших до марта 1924 года.
Цифра, приведенная Валванисом, превышает 50 % коренного греческого населения Понта.

## Лозаннский мирный договор
Прорыв турками фронта на западе Малой Азии летом 1922 года привёл к эвакуации греческой армии и последовавшим Резне в Смирне и Малоазийской катастрофе.
События вызвали в Греции антимонархистское восстание армии сентября 1922 года:359.
Поскольку мирное соглашение ещё не было подписано и возобновление военных действий ещё было на повестке дня, одной из первоочерёдных задач Революционного правительства было усиление пограничной «Армии Эвроса», хорошо оснащённой боеспособной армии в 100 тыс. штыков. Дуглас Дакин пишет, что если бы в этот момент было бы принято решение о возобновлении военных действий, то «армия Эвроса» могла бы молниеносно вновь занять Восточную Фракию, дойти до Константинополя и турки были не в состоянии остановить её:364.
Однако Э. Венизелос, возглавивший греческую делегацию на Лозаннской мирной конференции, был склонен положить конец десятилетним войнам страны, использовал «Армию Эвроса» как угрозу и дипломатическое оружие, но подписался под оставлением Восточной Фракии в пределах нового турецкого государства.

### Соглашение об обмене населением
Историк Георгиос Маврокордатос пишет, что соглашение от 30 января 1923 года об обмене населением было «событием неожиданным и трагическим».
На переговорах Венизелос осудил идею насильственного обмена и выразил сожаление, что это стало необходимым. В его заявлении говорилось: «Насильственный характер обмена населением между Грецией и Турцией был встречен греческим правительством и делегацией с особой антипатией. Греческая делегация неоднократно заявляла, что готова отказаться от насильственного обмена, если будет разрешено беспрепятственное возвращение греческих населений. Этим обращением делегация верила, что так защищается основное право каждого человека жить в стране своего происхождения и жить там со свободой. Греция, в обмен, была бы счастлива сохранить на своей территории население, против которого не желает принимать исключительные меры. К сожалению, другая сторона не захотела согласиться с этими предложениями и Конвенция о принудительном обмене должна была составлена и согласована».
В своём большинстве выжившее греческое население уже бежало с турецкой территории и Турция отказывалась принять его назад. Напротив, всё мусульманское население оставалось в Греции. Греческие власти продолжали гуманно относиться к нему, не затрагивая также его собственность, несмотря на острый вопрос по размещению беженцев.
Исмет Инёню, возглавлявший турецкую делегацию, и слышать не хотел о возвращении беженцев к своим очагам, и игнорировал все неоднократные предложения Венизелоса на эту тему. В силу турецкой позиции, Фритьоф Нансен, а затем лорд Керзон считали обмен населением неизбежным.
Власис Агдзидис отмечает символическое стечение обстоятельств. Он пишет, что подписание протокола об обмене, «которое было венцом беспрецедентной гуманитарной катастрофы», состоялось через день после завершения нацистского съезда в Мюнхене. На этом съезде Гитлер потребовал отмены Версальских соглашений. То, чего требовал Гитлер, уже сумел достичь в Лозанне «его старый союзник по Первой мировой», Мустафа Кемаль.
Согласно цифрам Агзидиса, из 2,2 млн греческого населения региона в Грецию прибыли 1,5 млн. Христина Кулури приводит цифры обменянных 1.220.000 христиан и 525 тыс. мусульман.
Другие источники дают для обмена цифры 1.650.000 греков и 670 тыс. мусульман.
Большинство греков Малой Азии и Восточной Фракии уже были вынуждены покинуть свои очаги, исключительно насильственным путём. Процедура официального обмена в действительности коснулась только 190 тыс. греков, ещё остававшихся на турецкой территории, и 355 тыс. мусульман Греции. Управление имуществом беженцев переходило государствам. При этом Агдзидис указывает, что недвижимость и имущество греков в десять раз превышали турецкие.
Критерием обмена была религия. Существование грекоязычных мусульман и тюркоязычных православных в Каппадокии могло создать проблемы при насильственном обмене, если бы был избран другой критерий, например язык или происхождение.
С первого взгляда цифры говорят, что обмен был более тяжёлым для Турции. Однако к этим цифрам источники добавляют 950 тыс. греков, бежавших из Турции между августом и декабрём 1922 года, чтобы избежать резни. Для Турции выигрыш заключался в том, что она обеспечивала и юридически, что никто из греков Малоазийской катастрофы не вернётся назад. Греческое государство получало земли турок (аналогично и турецкое), чтобы расположить беженцев. Всё это не уменьшает трагичность события насильственного обмена, который пережили сотни тысяч человек.

## Исход последних православных греков Понта
В том, что касается Понта, обмен лишь закрепил юридически результаты геноцида. По существу на Понте уже не было объекта обмена. Здесь не осталось ни одного неразрушенного греческого села. Греческое население Понта либо было истреблено, либо бежало в Грузию и Россию. Лишь немногочисленные группы греческих партизан скитались с семьями и другим гражданским населением в лесах Понта.
Узнав о заключённом соглашении, выжившие понтийцы продолжали не доверять туркам. Даже прибытие международных миссий не смогло убедить их оставить леса:295. Рискуя жизнью, они стали предпринимать попытки перебраться в Россию морем на всевозможных плавсредствах. Характерен случай командира Пантелиса Анастасиадиса, который со своими 25 бойцами и 300 человек гражданского населения сумел на 2 моторных шхунах выбраться в Поти в конце декабря 1923 года. Другая шхуна с 150 понтийцами, из них 25 женщин, сумела прибыла в Ялту:313. Недоверие этой последней волны исхода понтийцев по отношению к туркам объяснялось не только пережитым. Даже репатриация морем из советских портов в Грецию стала опасной, в силу возможного произвола, после того как союзники передали Константинополь туркам, тем более, что, как минимум, командиры партизанских отрядов и их помощники были объявлены Кемалем в розыск, с суммой вознаграждения в 10-20 тысяч фунтов. Большинство из них прибыли в Грецию через Болгарию:215.
В. Агдзидис пишет, что даже через год после Лозаннского соглашения, в горах Понта ещё были греческие партизаны. Выжили только те кто выбрался на советскую территорию.

## На землю обетованную
Перевозка части беженцев из России возобновилась с конца 1921 года. Немногие суда не решили проблему. Тысячи беженцев остались позади. Весной 1922 года голод косил беженцев на юге России и тиф ежедневно уносил в Новороссийске 30 человек.
Несколько кораблей прибыли весной 1922. Каждое судно брало до 5 тыс. беженцев. Многие умирали в пути. Только с судна «Агиос Консттинос», вышедшего 21 марта из Батуми с 5 тыс. беженцев, умерли в пути до 200 человек.
Моральный дух беженцев, несмотря на голод, болезни и лишения, был высок. Старейшие заявляли по приходе в какой-либо греческий порт: «Теперь пусть умрём здесь, в Греции, где родились наши первые родоначальники».
Смертность в лагерях беженцев Харман Кёй, Каламарья, Агиос Георгис Саламины, Макронисос и т. д., в силу голода, холода, отсутствия медицинской помощи, достигала 13 %.
Раненные и больные греческие беженцы продолжали умирать длительное время после своего прибытия в Грецию. Некоторые источники утверждают, что в карантине на острове Макронисос умерли от болезней до 40 тысяч беженцев, в основном из Понта.
Индекс смертей по отношению к рождениям в период 1923—1925 был 3 к 1. По информации Лиги Наций в первые 9 месяцев после их прибытия в Грецию, в среднем умирали 6 тыс. ионийских и понтийских беженцев в месяц.
Разорённая войной и не располагавшая финансами, 4-миллионная Греция расселила 1,5 млн беженцев Ионии и Понта по всей стране, от Крита до северных границ. Но больше половины приняла Македония, откуда происходило большинство из полумиллиона обменянных мусульман. 500 тыс. беженцев поселились в аграрных районах Македонии, 300 тысяч в её городах.
Понтийские крестьяне расселялись в Македонии. Но без животных и сельскохозяйственных орудий беженцы голодали. В Центральной и Западной Македонии были расселены 14 тыс. понтийских семей (54 тыс. человек). В Восточной Македонии были поселены 1878 семей (7490 человек). Во Фракии 3 тыс. семей (10 тыс. человек). В общей сложности в Северной Греции были расселены до октября 1921 20 тыс. понтийских семей (71 тыс. человек). На их поселение было потрачено 58 млн драхм, но требовалось ещё 35 млн.
Многие беженцы не смогли отбыть в Грецию и были вынуждены остаться в Советском Союзе. Возникли новые греческие сёла на юге России и на Кавказе. Одним из них стало село Спарта на конфискованной земле в Ставропольской области, что встретило сопротивление местного мусульманского населения.
Весной 1922 года в России наблюдалось новое брожение греческого населения и попытка отбытия в Грецию. Эта новая волна в значительной степени была результатом гиперинфляции и голода на юге России. Тысячи греков умерли от голода: население «перед надвигающейся гуманитарной катастрофой собиралось в Новороссийске к отбытию в Грецию, землю обетованную, став, по их мнению, беженцами, хотя таковыми они не были». Волна бегства охватила и беженцев, осевших годами ранее в сёлах Кубани.

## «Понт жив!» (Ζει ο Πόντον!)[23]
Завершение геноцида христианского населения Понта турецким национализмом лишила греков Чёрного моря своего Отечества.
Большинство из выживших греков Понта вынужденно поселилось в Греции. Однако значительное их число осталось на территории Советского Союза, пережив все фазы политического эксперимента с его положительными и отрицательными сторонами.
Храня свои греческие паспорта, выданные им после Февральской и Октябрьской революций, беженцы Понта также подверглись национальной практике сталинизма в 30-е и 40-е годы и были депортированы в Центральную Азию и Казахстан. Ирония истории заключается также в том, что понтийские беженцы и их дети, примкнувшие в дальнейшем к компартии Греции и принявшие участие в гражданской войне в Греции, получили политическое убежище в СССР и оказались в Ташкенте, где (многие) обнаружили своих родственников, высланных в Среднюю Азию теми же советскими властями.
Ограниченная репатриация понтийцев из СССР продолжалась до 90-х годов XX века и возобновилась с новой силой с развалом Союза, в особенности из регионов, где происходили военные столкновения, таких как Абхазия.
Прибытие новых беженцев в Грецию напоминает самым характерным образом, что последствия трагических событий первой четверти XX века ещё не устранены.

### Понт сегодня

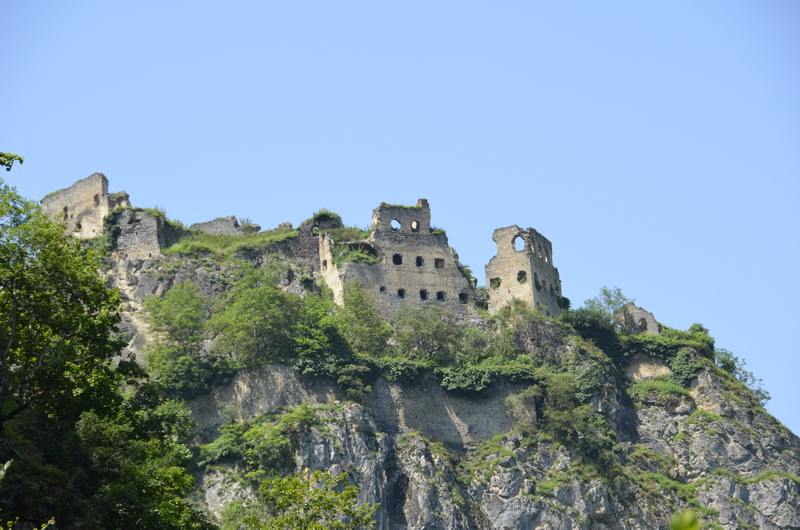
Всё что осталось от монастыря Св. Георгия Перистерона под Трапезундом

На территории Понта все церкви и монастыри были поруганы, ограблены и в своём большинстве разрушены. Сегодня здесь нет ни одной действующей православной церкви.
В конце XX века, осознав туристическое значение не только древних греческих памятников, но и византийских церквей и монастырей, турки обратили некоторые из них в музеи. В их числе монастырь Панагия Сумела — национальный символ понтийского эллинизма. В 2010 году, по просьбе Патриарха Константинопольского Варфоломея турецкие власти дали согласие на проведение в монастыре первого с 1922 года богослужения 15 августа, в день Успения Пресвятой Богородицы. Вселенский Патриарх Варфоломей возглавил однодневную литургию при стечении нескольких сотен паломников из Греции, России и других стран.
Однако наблюдается и обратная тенденция: отреставрированный британскими археологами в 1955 году и действовавший в качестве музея до 1961 года, кафедральный храм Святой Софии в Трапезунде вновь был обращён в мечеть в 2013 году. Турки оставили без ответа предложение российского предпринимателя и председателя понтийской федерации России, Ивана Саввидиса, построить им новую мечеть, в обмен на передачу храма Патриархату. Потомки жертв геноцида и беженцев Понта стали туристами в своих разрушенных или заселённых турками сёлах.
Если где-то на Понте ещё и слышна греческая речь, то это не затронутые геноцидом и насильственным обменом немногочисленные понтийцы-мусульмане, в основном в 30 сёлах (по другим источникам, 54) вокруг Офа (приняли ислам в XVII веке):26, в городе Тонья и 6 окружающих сёлах, 6 сёлах вокруг Сюрмене, а также, частично, в прибрежных городах:90. Турецкие власти внимательно следят за контактами грекоязычных мусульман Понта с понтийскими общинами в Греции, как свидетельствует случай с турецким писателем понтийского происхождения Омером Асаном.

### Будущее понтийского диалекта и культуры
После геноцида и изгнания населения Понта с родной земли, митрополит Хрисанф, кроме филантропической деятельности с беженцами, проделал большую работу для сохранения языка и культуры Понта. До самой своей смерти в 1949 году он был президентом Комитета Понтийских исследований (создан в 1927 году). Одновременно он был одним из учредителей в 1928 году научного журнала «Понтийский Архив», который издаётся по сегодняшний день. Ему также принадлежит монументальный (900 страниц) труд по истории Трапезундской церкви:146.
Английский византинист Роберт Браунинг (1914—1977) с уверенностью писал: «Все греческие диалекты, также как и английские обречены исчезнуть»:95.
С понтийским диалектом сегодня происходит следующий парадокс: каждый диалект связан с конкретным географическим регионом. Но несмотря на то, что события начала XX века (почти) выкорчевали диалект с родной земли и носители диалекта были вынуждены покинуть Понт, диалект по-прежнему жив. Невзирая на то, что потомки жертв геноцида и беженцев Понта живут в языковой среде сегодняшнего греческого Койне, они (в разной степени) владеют диалектом предков и используют его в повседневной жизни, в своих песнях и (реже) в письменной форме.
Одновременно, в силу своей архаической и средневековой формы, понтийский является одним из наиболее изученных греческих диалектов:87.
Если Роберт Браунинг и прав, то понтийский, наряду с критским и кипрским, вероятно, будет одним из последних греческих диалектов.
Понтийцы шутливо, но и с гордостью, отмечают, что на сегодняшний день понтийский был единственным греческим диалектом прозвучавшим из космоса, когда российский космонавт Фёдор Юрчихин говорил из космоса со своей матерью в Салониках:97.

### Новые центры Понтийского эллинизма

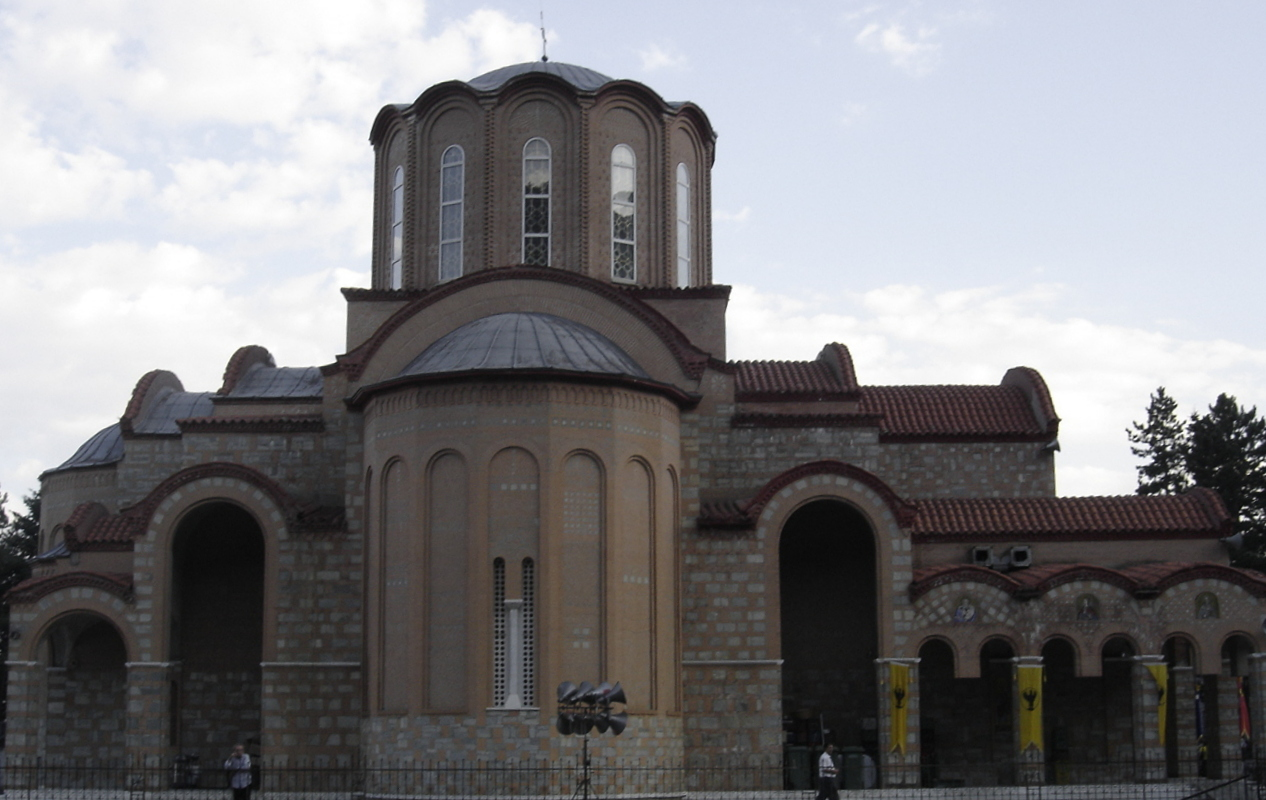
Новая Панагия Сумела в Македонии

В той или иной мере, четверть сегодняшнего населения Греции связана с беженцами Малоазийской Катастрофы, с Малой Азией, Понтом, Восточной Фракией и Константинополем. Сотни городских кварталов носят имена «Незабытых Отечеств», чаще всего с приставкой Неа или Неос (новая или новый): Неа Смирна, Неа Филадельфия, Неа Иония, включая имена городов Понта — Неа Трапезунда, Неа Самсунда, Неа Синопи и т. д.
Беженцы Понта перенесли на территорию Греции деятельность своих музыкальных, филологических и спортивных обществ. Беженцы из Аргируполя сумели вывезти в Верию библиотеку своего училища:26.
Но для сохранения понтийской идентичности было необходимо создать субэтнический и церковный центр, аналогичный монастырю Панагия Сумела на Понте. Икона Богородицы Сумела была спасена монахами и около 20 лет хранилась в Византийском музее в Афинах.
Предложение о повторной интронизации иконы в каком-либо регионе Греции поступило в 1931 году. В 1950 году на южном склоне горы Вермион, Центральная Македония, был заложен новый центр понтийского эллинизма, Панагия Сумела Вермиона.
В течение 30 лет (1950—1980) в Македонии были построены 5 монастырей, которым были даны имена поруганных обителей, оставшихся на Понте. Кроме Панагии Сумела, на северном склоне был построен монастырь Св. Георгия Перистерона (1968—1978), на западном склоне монастырь Св. Иоанна Вазелонос (1970—1980). Монастыри расположились в том же порядке и на тех же расстояниях по отношению друг к другу, как одноимённые монастыри Понта.
Кроме этого, на горе Беллес, на болгарской границе, был построен монастырь Панагии Гумера (1971—1974), а в Пенте Врисес недалеко от Салоник был построен монастырь Св. Феодора Гавраса (1978):40.
Икона Богородицы Сумела, наряду с одноглавым орлом Комнинов, является национальным символов понтийцев и её копии имеются во всех церквях понтийской диаспоры в США, Канаде и Австралии:49.

## Вопрос международного признания геноцида
Игнорируя реваншистские лозунги маргинальных ультраправых организаций, в вопросах политики деятельность землячеств малоазийских беженцев направлена на признание Турцией факта геноцида малоазийских и понтийских греков. Яннис Капсис писал в 1992 году, что это признание освободит и турецкий народ от проклятия, которое висит на нём 70 лет. Он добавил, что только когда Вилли Брандт склонил своё колено перед могилами евреев, только тогда немецкая нация освободилась от ответственности за это нацистское преступление:21.
Однако фразы «При этом ….понтийцы не теряют надежды на восстановление исторической и человеческой справедливости… а значит — не слабеет и их упование на то, что понтийский народ сможет вернуться на землю своих предков» можно встретить в российских православных изданиях, но «упование» о возможности возвращения в греческих изданиях почти не встречается.
24 февраля 1994 года, единогласным решением, парламент Греции постановил считать 19 мая Днём Памяти геноцида понтийских греков турками.
После того как парламент Греции в 1998 году провозгласил 14 сентября (см. Резня в Смирне) «днём национальной памяти Геноцида греков Малой Азии турецким государством» появились предложения объединить эти так или иначе связанные события, представляя их международной общественности и организациям, под именем Геноцид греков или Геноцид греков Востока.
18 декабря 2007 года Международная ассоциация исследователей геноцида (англ. International Association of Genocide Scholars – IAGS) 83 % от общего количества принявших участие в голосовании приняла резолюцию о признании геноцида греков и ассирийцев в Османской империи в 1914—1923 годах, призвав турецкие власти признать геноцид христианских меньшинств, принести извинения и возместить причинённый ущерб.
Понтийский геноцид на сегодняшний день официально признан только Грецией, Кипром, Арменией, Швецией, 7 американскими штатами и австралийским штатом Новый Уэльс.
Вопрос о международном признании понтийского геноцида был поднят 27 сентября 2006 года, на заседании парламента Европейского Союза.

### Позиция официальной Турции
Министерство иностранных дел Турции в 2015 году, за несколько дней до даты, когда отмечается День памяти геноцида понтийцев, заявило, что геноцида понтийцев не было. Согласно заявлению, «мероприятия осуществляющиеся и в этом году в Греции по поводу „якобы“ дня памяти понтийцев, основаны на утверждениях, которые не согласуются с исторической действительностью и на морально проблематичной позиции, которая лишена научного обоснования», и в заключение: «Подобные инициативы наносят ущерб усилиям по развитию отношений и сотрудничества между турецким и греческим народами».
На это греческое МИД незамедлительно ответило: «19 мая греки чтут память своих братьев, принявших смерть мучеников на Понте. История не списывается и не переписывается объявлениями. Она требует уважения, с тем чтобы мы смогли построить мирное будущее».

## Признание странами

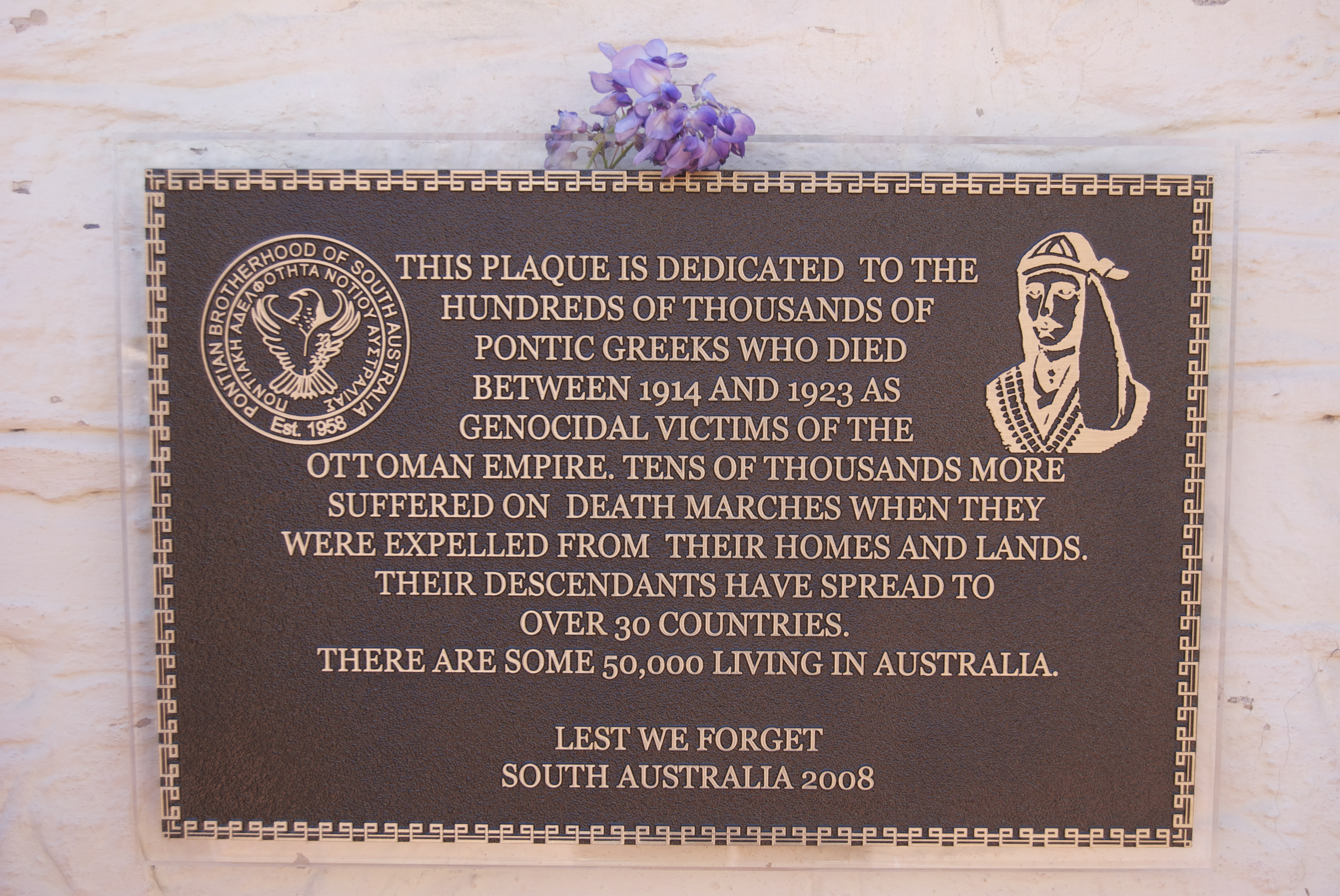
Мемориальная плита, установленная в Австралии в память о погибших во время геноцида греков.

| Название                       | Дата признания геноцидом |
| ------------------------------ | ------------------------ |
| Греция                         |                          |
| Кипр                           |                          |
| Швеция                         | 11 марта 2010 года       |
| Новый Южный Уэльс, · Австралия | 11 мая 2013 года         |
| Армения                        | 24 марта 2015 года       |
| Австрия                        | апрель 2015 года         |
| Нидерланды                     | апрель 2015 года         |